# Dhunge dhara
Hiti
Pour les articles homonymes, voir Hiti (homonymie).

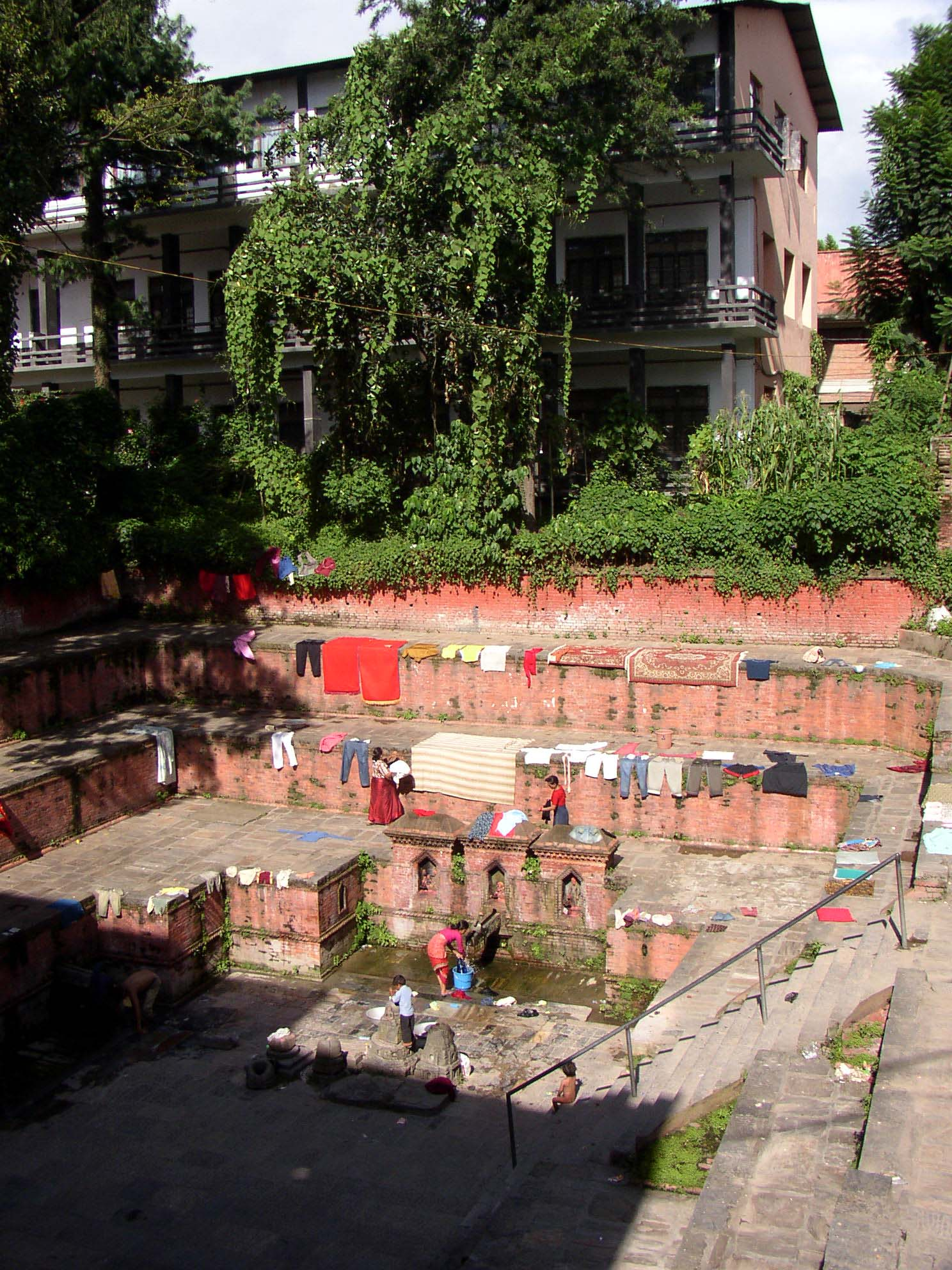
Hiti à Thamel, août 2005. Lors du séisme de 2015, une partie de l'hôtel s'effondra dans le hiti, qui fut ensuite restauré en 2017

Un dhuṅgē dhārā (népalais : ढुङ्गे धारा), ou hiti (nepalbhasha : 𑐴𑐶𑐟𑐶‎), est une fontaine traditionnelle népalaise. Reliées à un système souterrain, les dhunge dharas font partie d'un système complet d'approvisionnement en eau potable mis en place par différents souverains du Népal ancien et médiéval. Le système est soutenu par de nombreuses retenues d'eau et canaux qui forment un réseau élaboré de plans d'eau, créé comme une ressource en eau pendant la saison sèche et pour aider à alléger la pression de l'eau causée par les pluies de mousson. Après l'introduction de systèmes modernes d'approvisionnement en eau par canalisation, à partir de la fin du XIXe siècle, cet ancien système est tombé en ruine et certaines de ses parties sont perdues à jamais. Néanmoins, de nombreux habitants du Népal comptent encore sur les vieux hitis au quotidien.

## Histoire

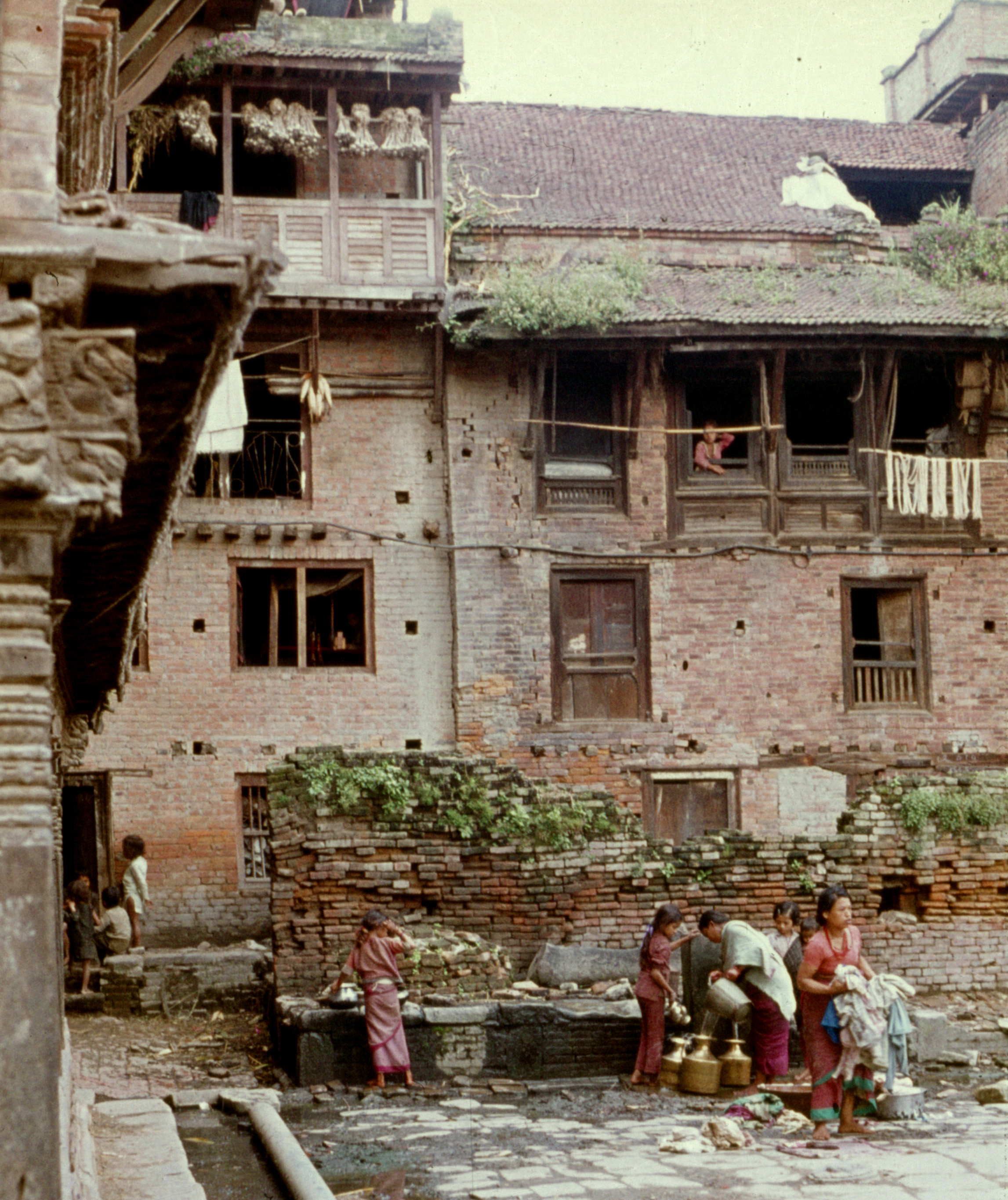
Bhaktapur, 1976.

L'histoire des dhunge dharas a commencé pendant le royaume de Licchavi (vers 400-750 AD). Le premier hiti connu aurait été construit à Katmandou, à Hadi Gaun, par un petit-fils du roi des Lichhavi, Mandev Ier, vers 550 après J.-C., mais il existe des preuves qu'une structure similaire a été construite avant cela,,. Une légende népalaise (voir ci-dessous) indiquerait l'existence d'un dhunge dhara en état de marche aux environs de 464 après J.-C.
Le Manga Hiti, dans le Bazar mangal à Patan, est considéré comme le plus ancien dhunge dhara en activité. Il a été construit en 570 apr. J.-C. Dans le cas du Hadi Gaun Hiti et du Manga Hiti, les dates étaient gravées sur une pierre à l'intérieur du hiti. Progressivement, d'autres hitis ont commencé à apparaître ailleurs dans la vallée de Katmandou.
Pendant la période Malla (vers 1201-1779 AD), de nombreux autres systèmes ont été construits. Jitamitra Malla de Bhaktapur, Pratap Malla (en) de Katmandou et Siddhinarshinha Malla de Patan sont célèbres pour leurs systèmes d'adduction d'eau. Le hiti construit en 1829 par la reine Lalit Tripura Sundari Devi et Bhimsen Thapa au village de Sundhara (aujourd'hui Katmandou) est généralement considéré comme le dernier construit,,,.
En 2008, les dhunge dharas de la vallée de Katmandou ont apporté 2,95 millions de litres d'eau par jour.
Sur les 389 fontaines trouvées dans la vallée de Katmandou en 2010, 233 étaient encore en service, desservant environ 10 % de la population de Katmandou. 68 étaient à sec et 45 points d'eau étaient entièrement perdus. 43 étaient raccordés au réseau d'eau municipal au lieu de leur source d'origine.
Au fil des ans, un certain nombre de dhunge dharas en service ont été modifiés pour mieux répondre aux besoins de la population. Dans la plupart des cas, ces modifications comprenaient l'ajout d'un ou de plusieurs grands réservoirs d'eau pour stocker l'excès d'eau des becs verseurs afin de l'utiliser plus tard ou de le distribuer aux ménages environnants. Sundhara à Patan, par exemple, a été augmenté d'un réservoir souterrain de 25 000 litres. Narayan Hiti à Patan est l'un des hitis alimentés par des réservoirs aériens.
En 2019, une enquête menée par le Kathmandu Valley Water Supply Management Board (KVWSMB) (en) a recensé un total de 573 dhunge dharas dans les dix municipalités de la vallée de Katmandou. 479 d'entre eux ont été récupérés, 52 se sont avérés être détruits et 42 n'ont pu être retrouvés. Plus de la moitié des dhunge dharas étaient à sec.

## Les fontaines
Dhunge dhara signifie littéralement bec de pierre, mais certains dhunge dharas sont fabriqués à partir d'autres matériaux comme le laiton, le cuivre, l'or et le bois,
La plupart des becs ont la forme du mythique Makara (également appelé hitimanga). Il s'agit d'une créature ayant le museau d'un crocodile, la trompe d'un éléphant, les défenses et les oreilles d'un sanglier et la queue d'un paon. Les hitimangas sont omniprésents au Népal, non seulement sur les fontaines, mais aussi sur les vajras (armes rituelles), les toranas (ornements traditionnels des portes et des fenêtres) et d'autres éléments architecturaux,,
.

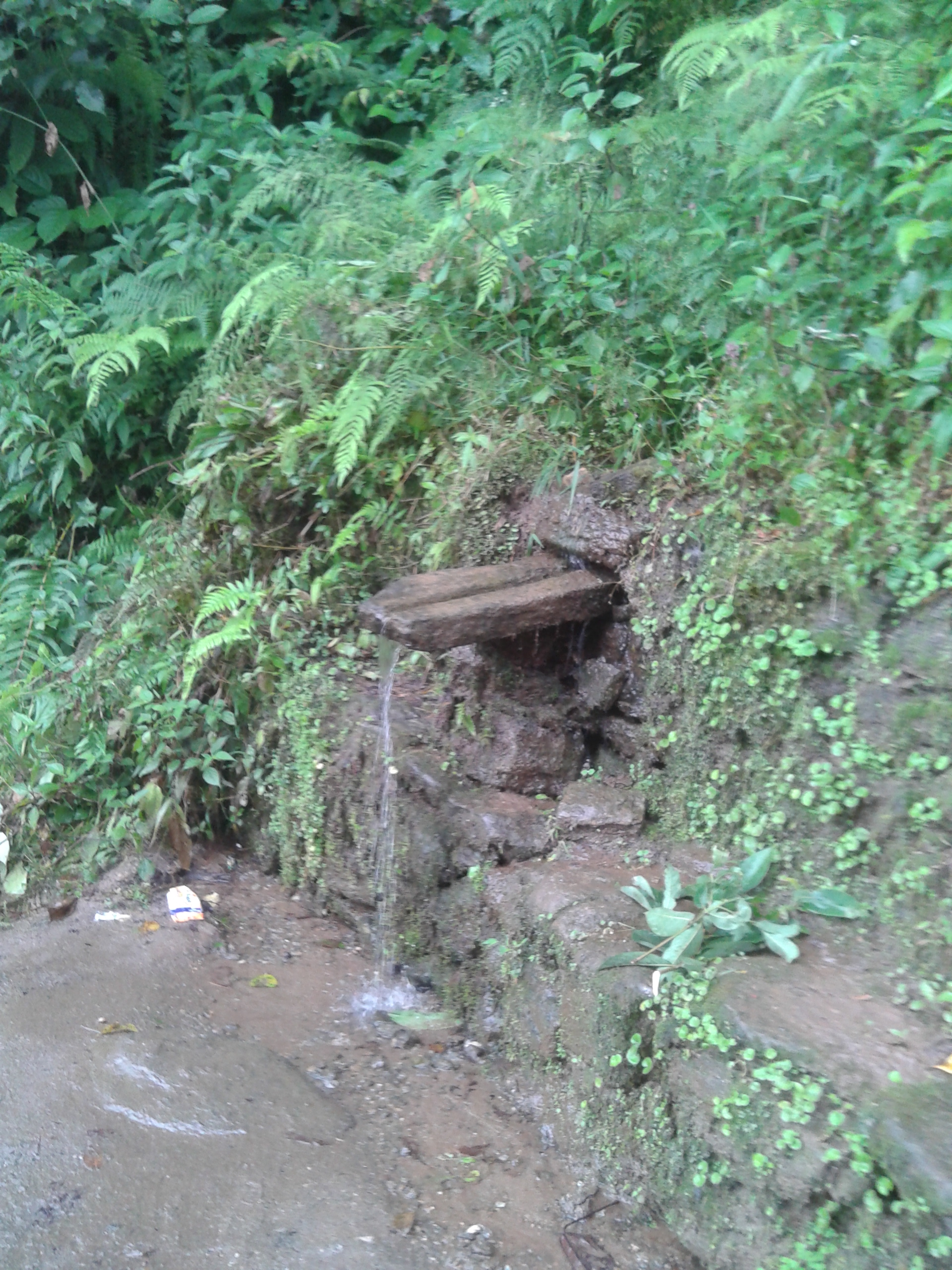
Fontaine en pierre dans le District de Bhojpur.
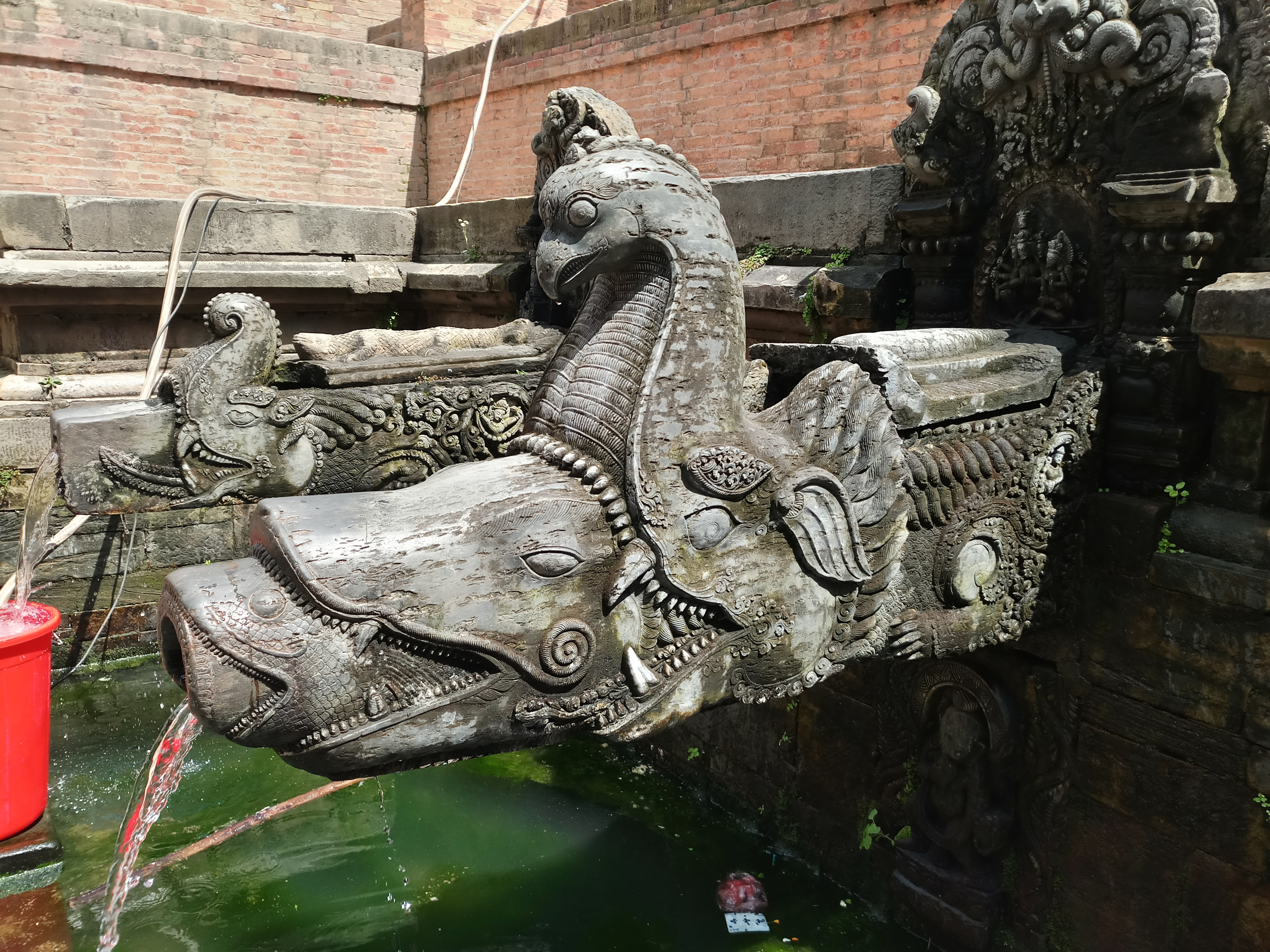
Fontaine en pierre à Lalitpur.
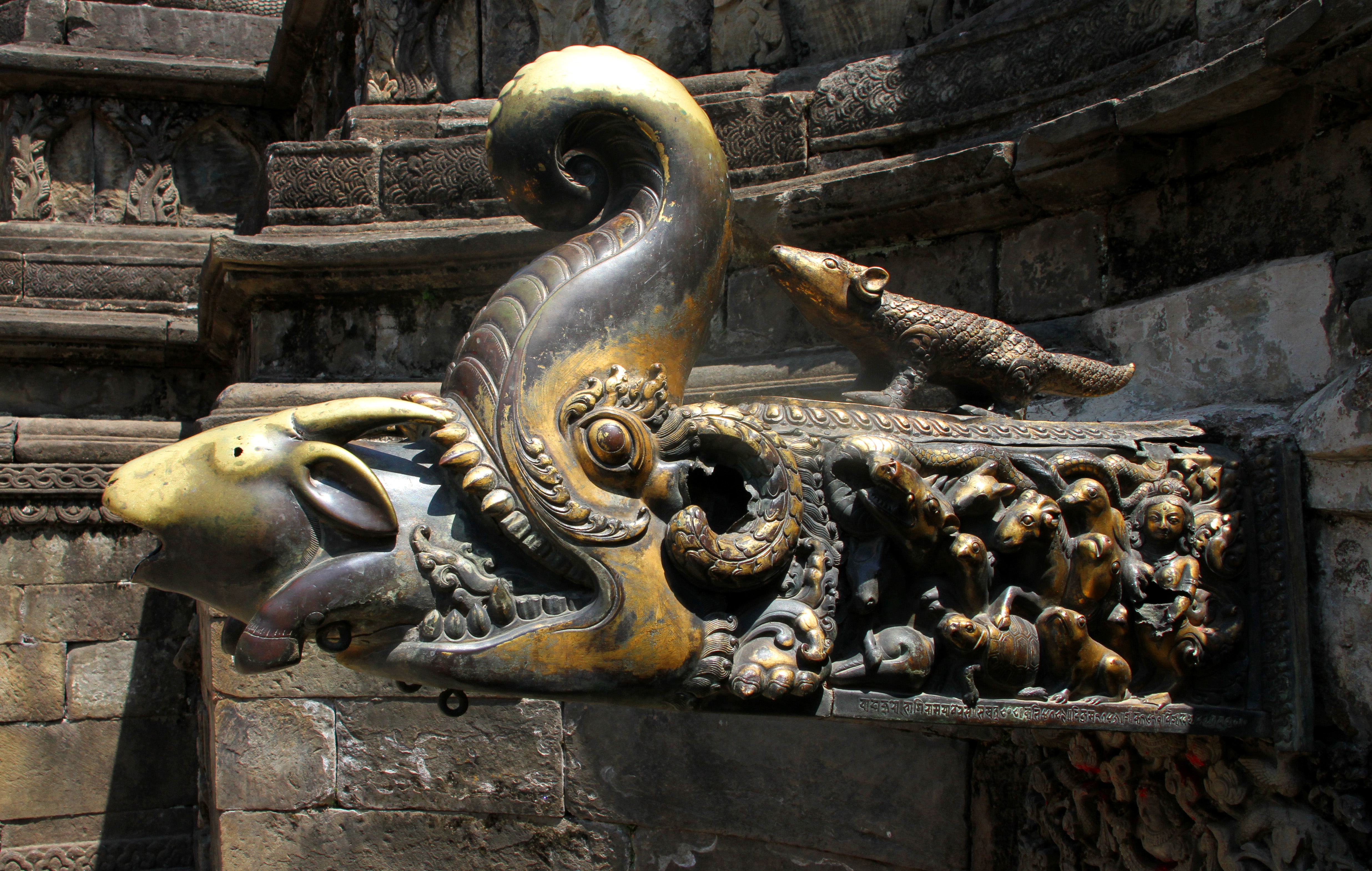
Fontaine de Nag Pokhari à Bhaktapur.
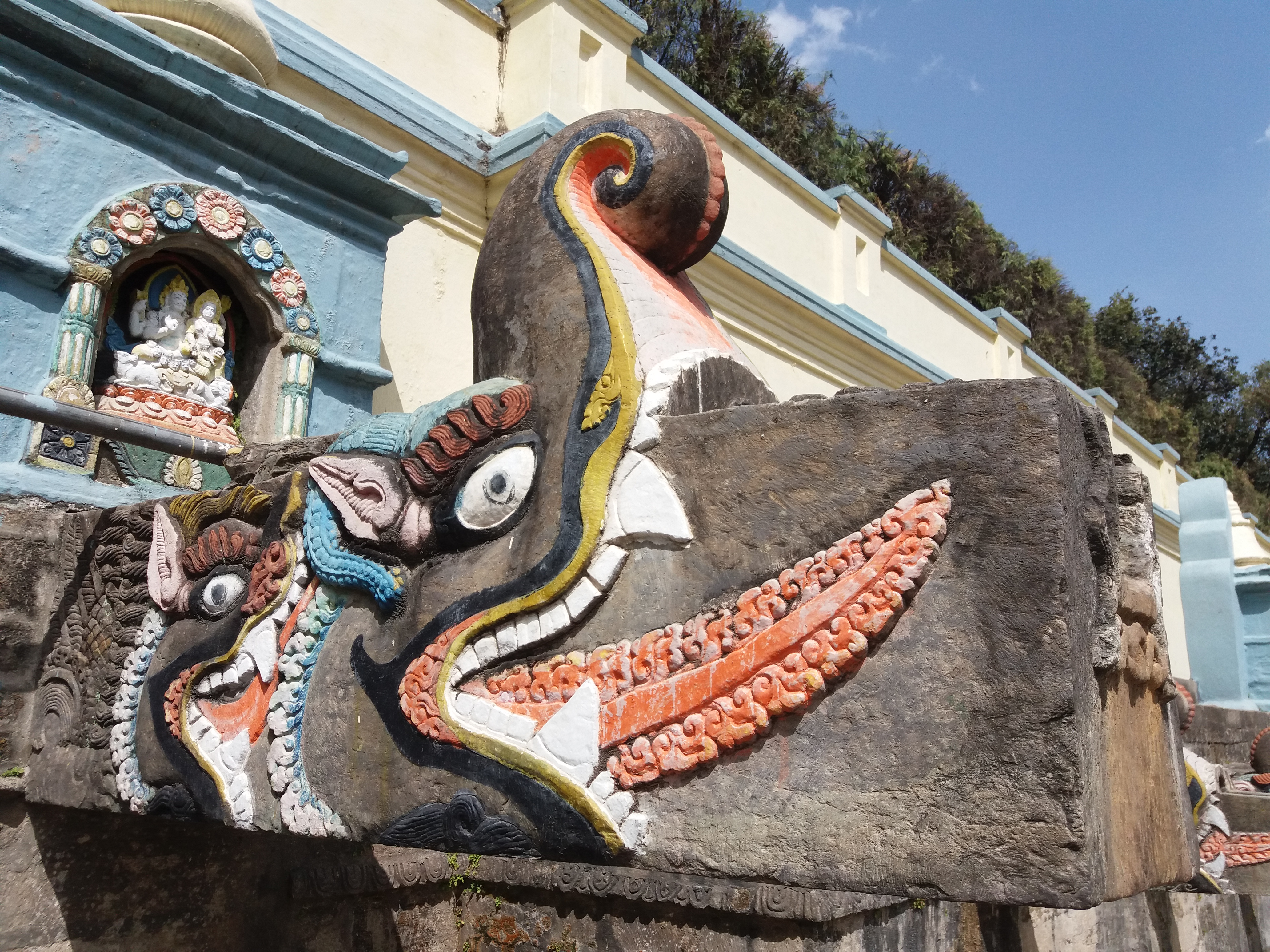
L'une des 22 fontaines de Baisdhara, Balaju.
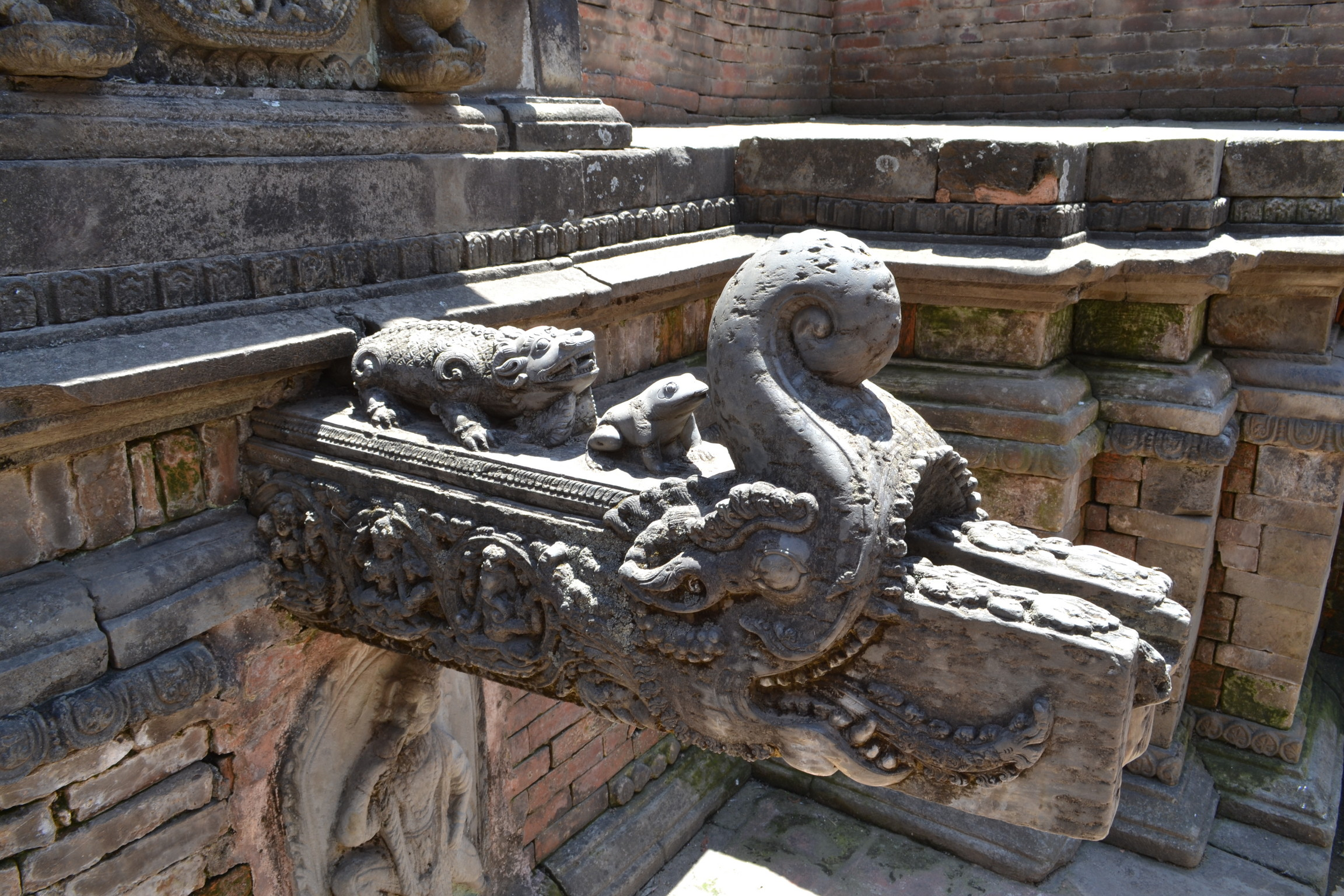
Fontaine de Layaku Hiti à Bhaktapur.
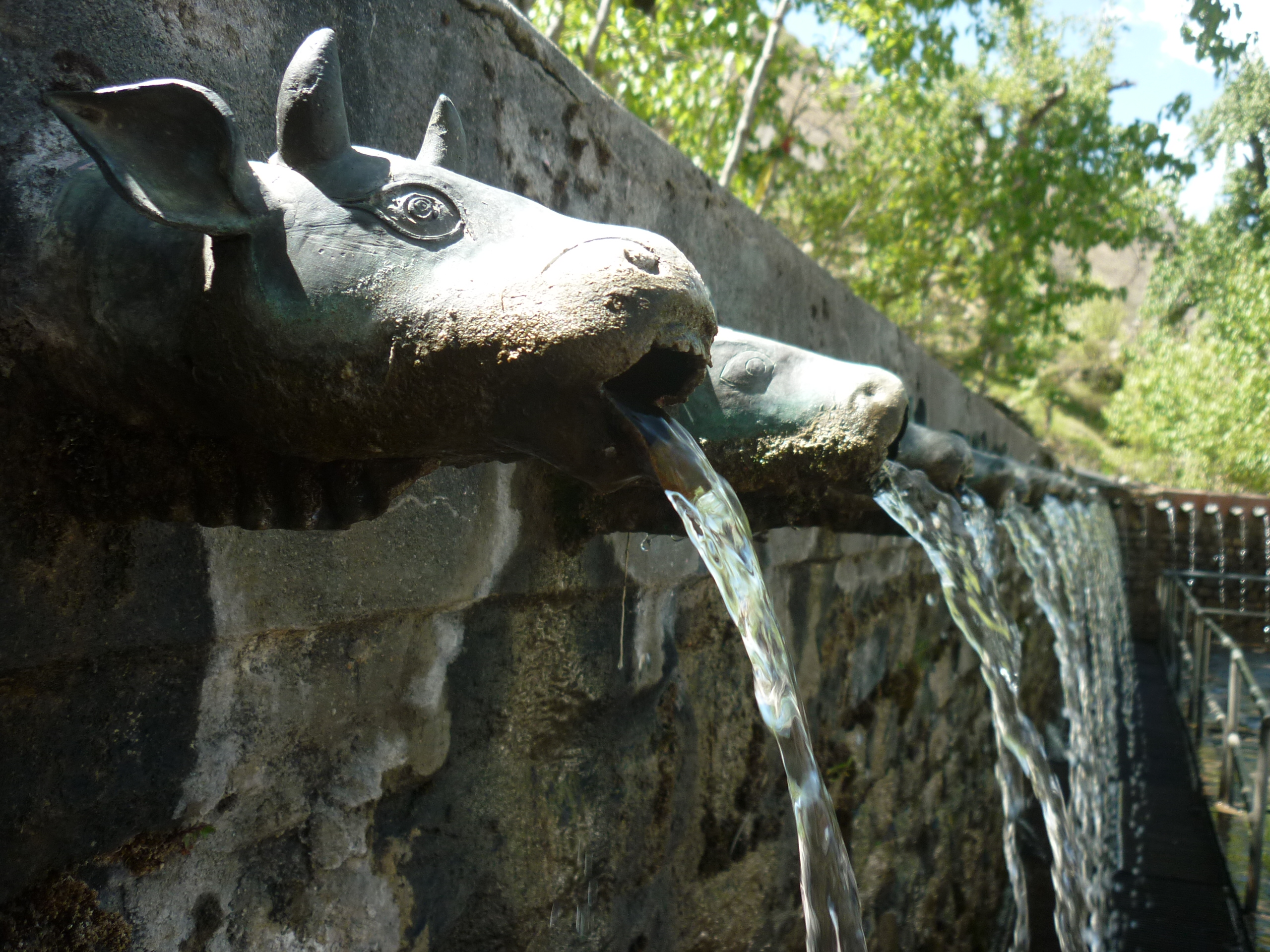
L'une des fontaines en laiton de Muktidhara.

## L'architecture

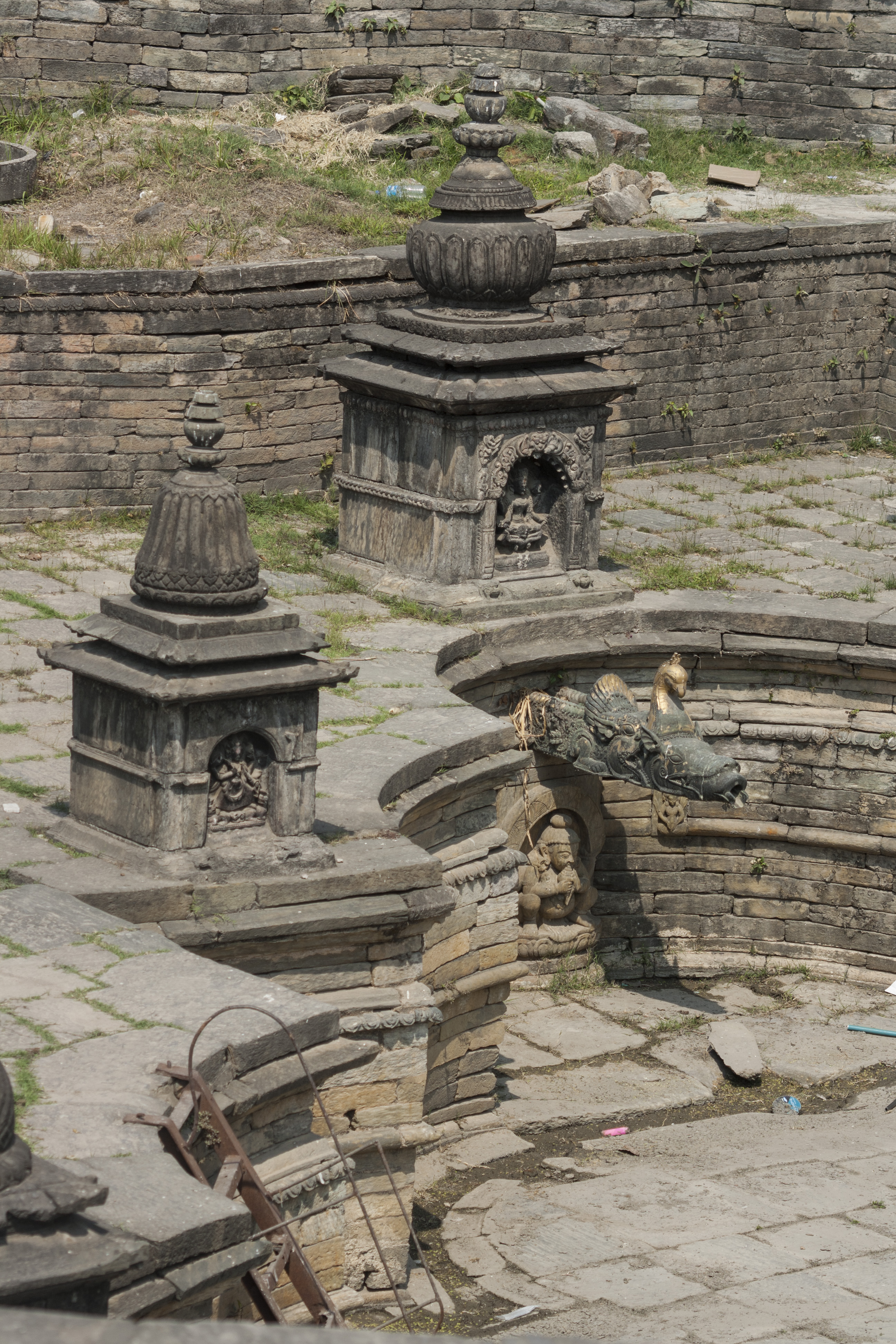
Fontaine principale de Sundhara, Katmandou, avec le sanctuaire de Garuda au-dessus et la sculpture de Bhagiratha en dessous.
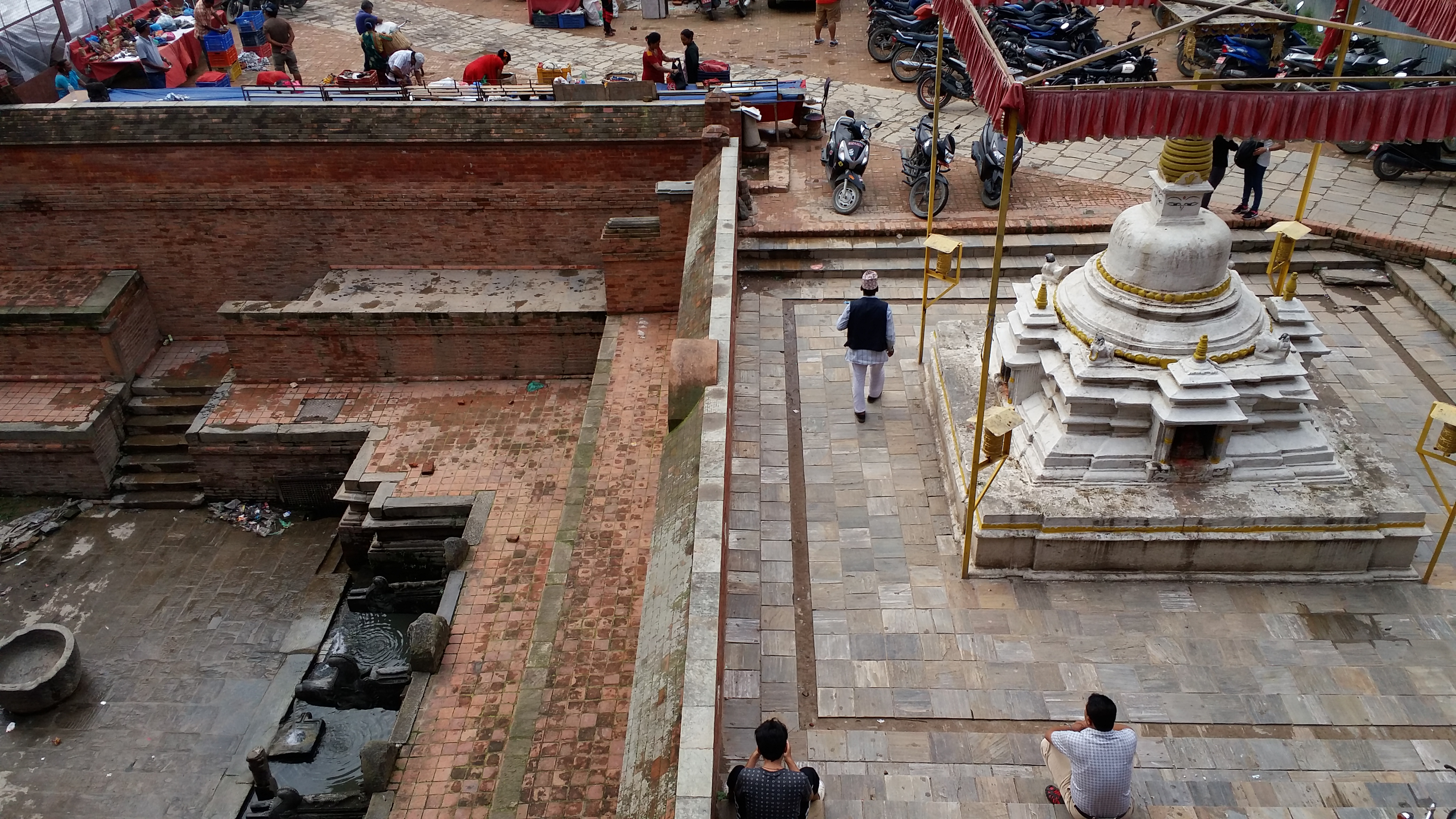
Le chaitya à Manga Hiti est suspecté d'être au sommet du système de filtration de l'hiti .
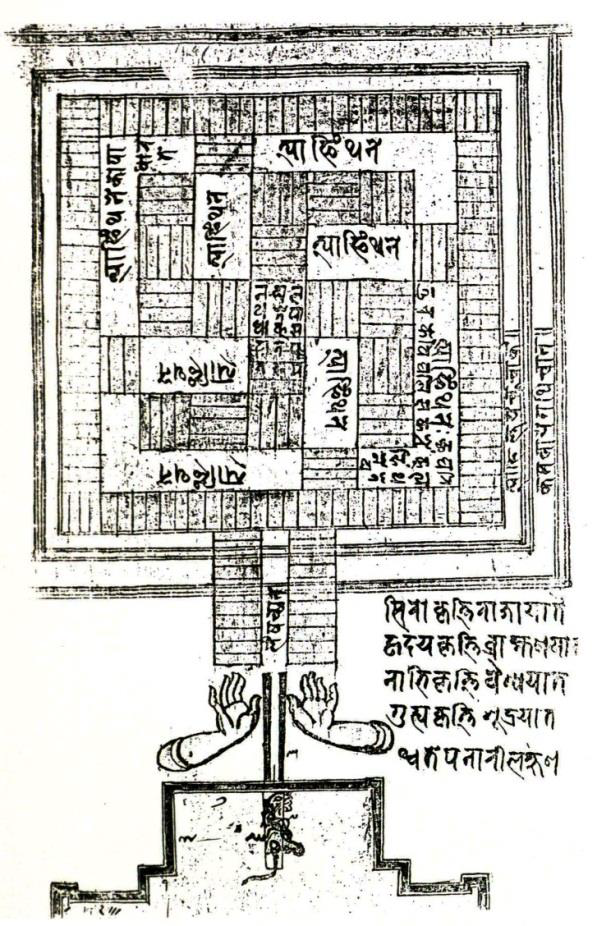
Dessin népalais ancien d'un hiti, avec l'accent mis sur le système de filtration

Bien que les noms dhunge dhara et hiti fassent référence aux goulottes proprement dites, ils sont également utilisés pour les structures en pierre qui entourent immédiatement celles-ci.
Dans la campagne népalaise, un hiti peut n'être rien de plus qu'un mur de pierres ou de briques d'où dépasse un bec, avec un pavage sous le bec. Dans les villes, en raison de l'écoulement naturel de l'eau (voir ci-dessous), les becs sont situés dans un bassin sous le niveau de la rue (hitigah), dont la profondeur dépend des besoins. Ce bassin est construit avec une combinaison de pierres et de briques, le sol étant généralement recouvert de dalles de pierre. Les côtés et le fond du bassin sont rendus étanches en les recouvrant d'une couche de kalo mato. De même, un muret autour du bassin permet d'éviter que les eaux de ruissellement ne s'infiltrent et que les débris ne soient emportés par le vent. On accède au bassin par un ou plusieurs escaliers en pierre (selon la profondeur et la taille globale).
Il n'y a généralement qu'un seul bec dans le bassin, mais il existe des hitis avec deux, trois, cinq, neuf becs ou plus, et même jusqu'à cent huit (le Muktidhara dans le district de Mustang),.
Au-dessus du bec se trouve généralement un sanctuaire honorant une divinité spécifique. L'espace sous le bec est (presque sans exception) orné d'une sculpture de Bhagiratha. Selon l'espace disponible, il peut y avoir un nombre quelconque d'autres sculptures votives, comme des chaityas et des lingas, dans le bassin.
Avant que l'eau ne pénètre dans le bec, elle passe par un système de filtrage, utilisant du gravier, du sable, du charbon de bois et parfois du lapsi (issu du Choerospondias axillaris (en)).
Devant le bec, il y a un petit bassin pour récupérer l'eau qui s'en écoule. Le surplus d'eau finit par disparaître dans un drain, et est guidé vers un autre hiti, une terre agricole ou un étang (pour être utilisé pour l'irrigation et d'autres fins). Parfois, l'eau est d'abord dirigée vers plusieurs autres hitis. Dans le cas de Washa Hiti à Patan, par exemple, l'eau s'écoule d'abord vers Amrit Hiti, puis vers Dathu Hiti, puis vers Buincha Hiti.
Dans certains hitis, l'eau du bec s'écoule dans un bac à l'intérieur du bassin du hiti lui-même. Le hiti Nag Pokhari à Bhaktapur en est un exemple. Tout comme il existe des hitis avec un bassin à l'intérieur, il y a aussi des bassins avec des becs intégrés dans leurs murs. Bhandarkhal Pokhari à Patan et Salan Ganesh Pokhari à Bhaktapur en sont des exemples.
Plusieurs fontaines ont un réservoir d'eau potable intégré (jahru, voir ci-dessous), qui est fait de pierre.
De nombreux hitis sont également étroitement associés à un ou plusieurs dharmashalas (en) (abris ou maisons de repos publiques). Il en existe plusieurs types, par exemple un pati, un mandapa ou un satah. Ce type d'abri est soit un bâtiment séparé situé à proximité, soit relié à l'un des murs du hiti. Le Manga Hiti à Patan en a deux de chaque côté de l'escalier, par exemple, et l'entrée principale du Bhimsen Hiti à Bhaktapur se fait par l'abri,,,.

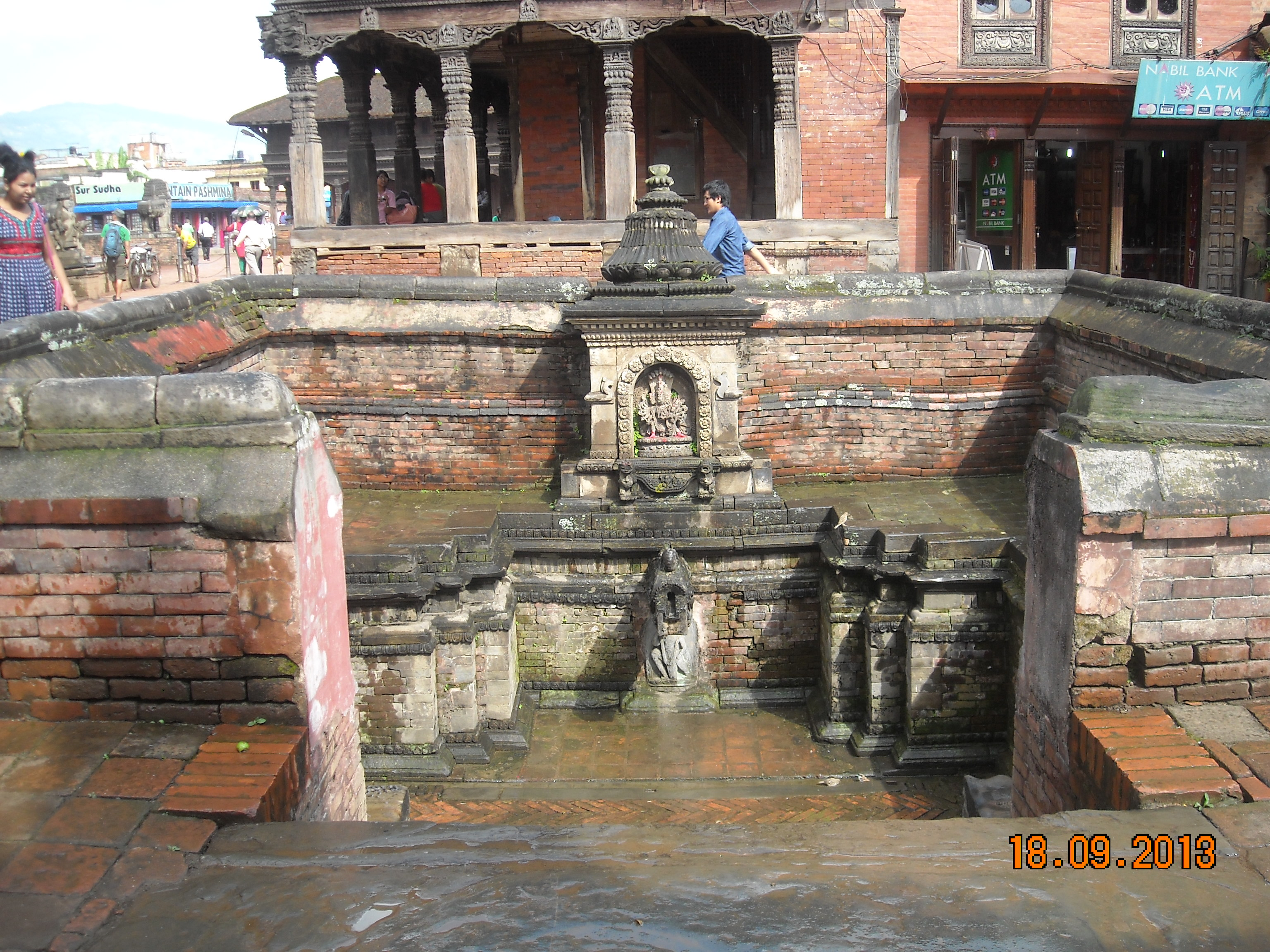
Layaku Hiti, Bhaktapur, avec derrière un temple dédié à Hari
Bhimsen Hiti, Bhaktapur
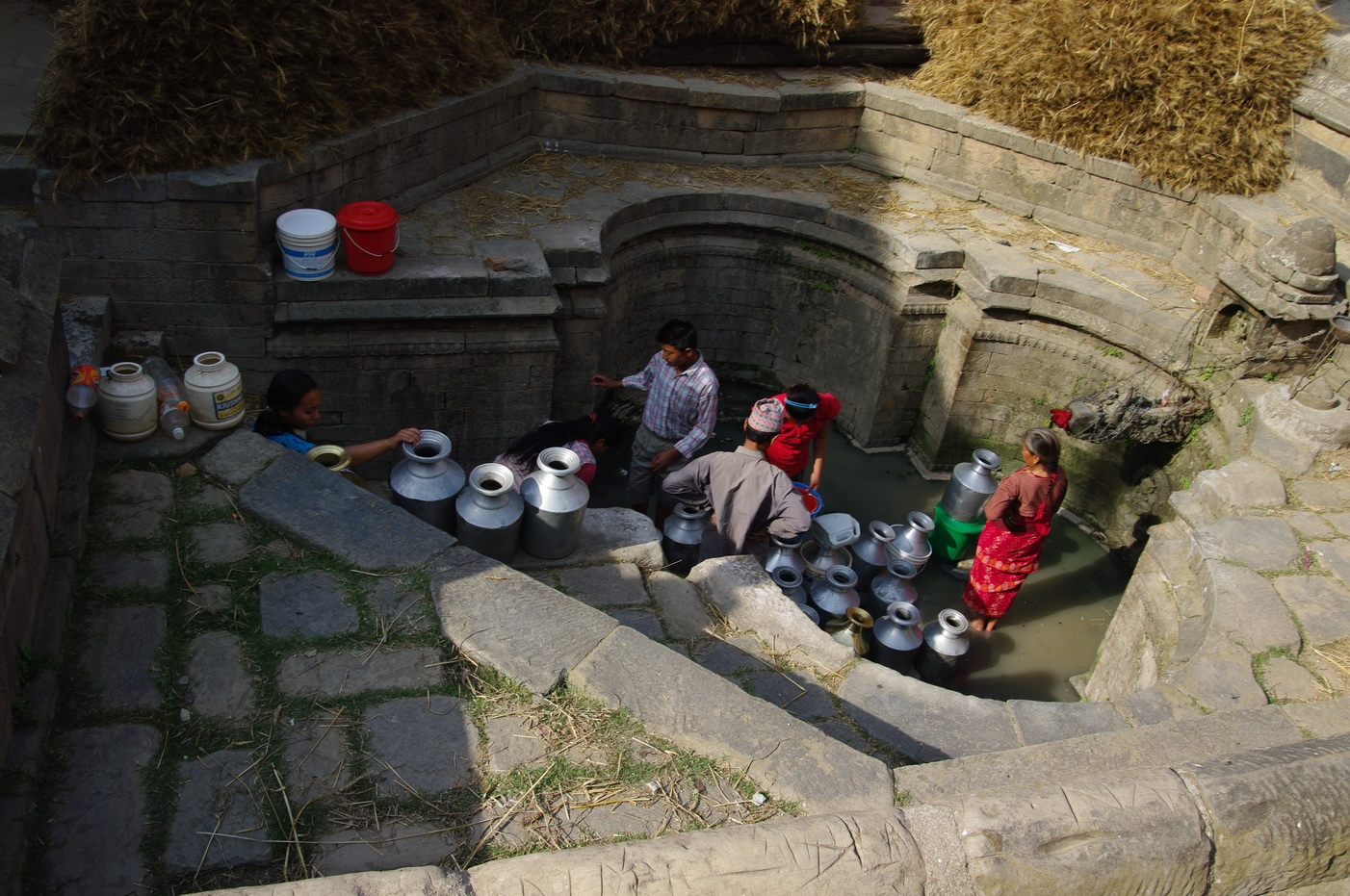
Gahiti, Changu Narayan
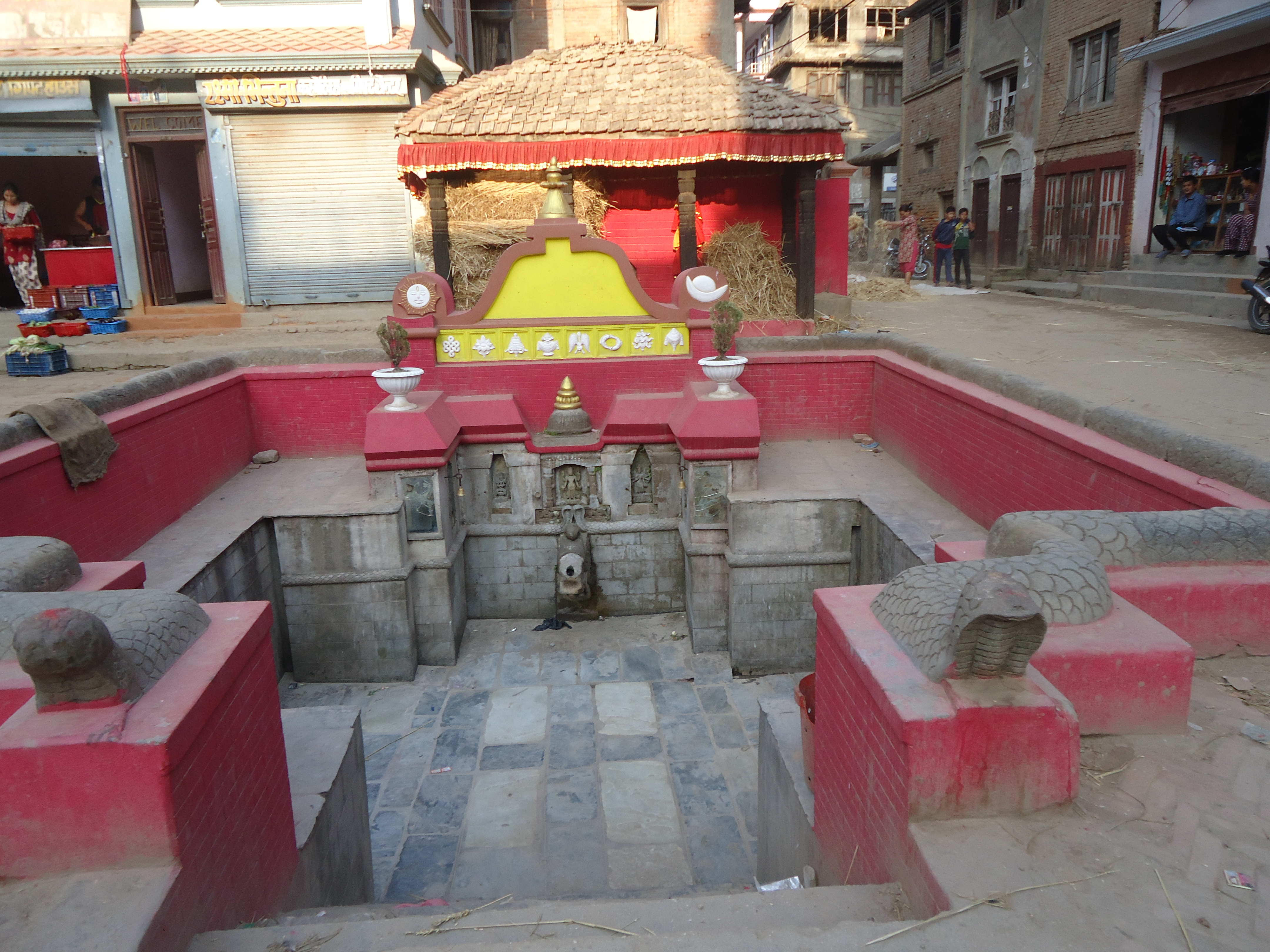
Lunhiti, Tapa Lachhi
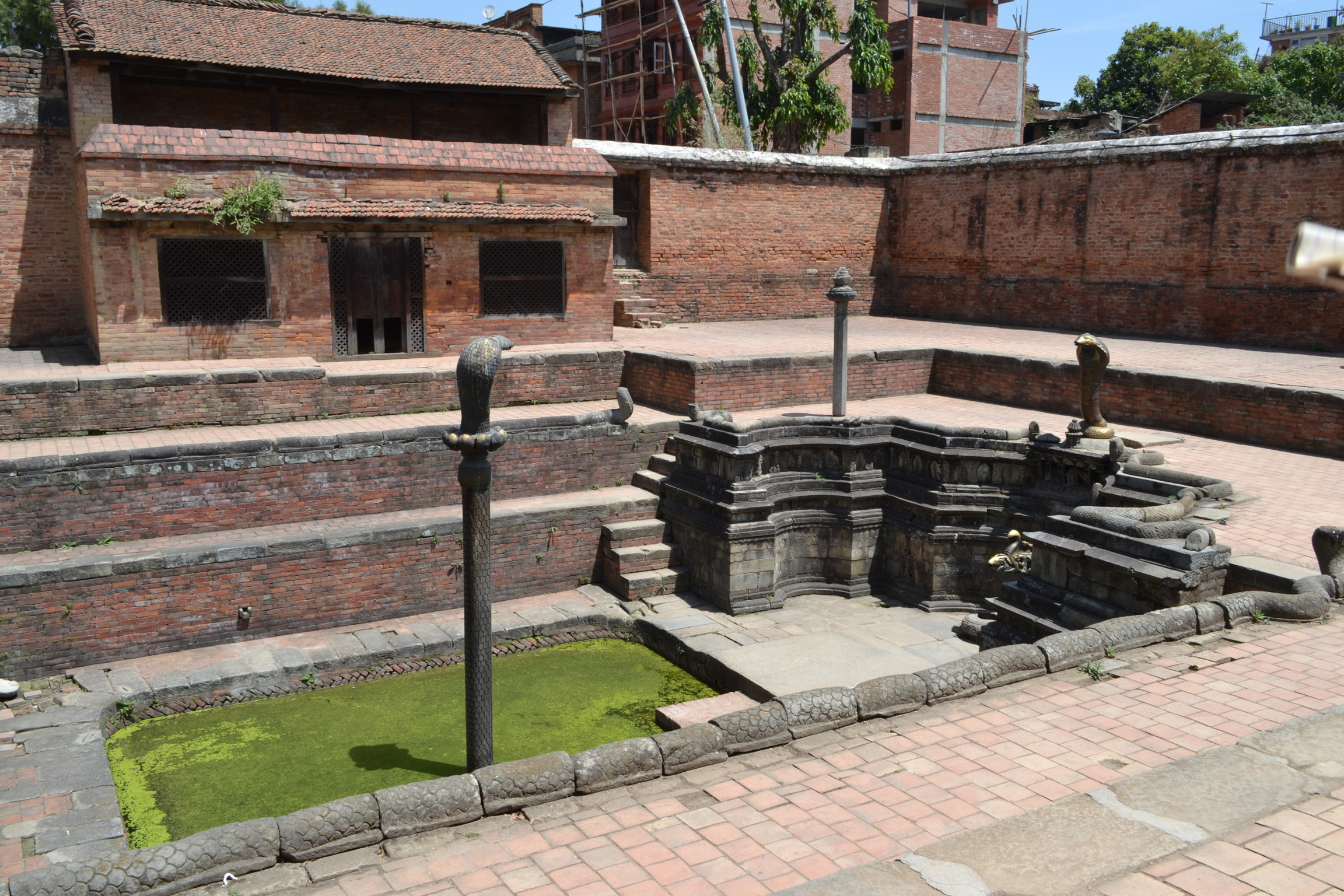
Nag Pokhari Hiti, Bhaktapur
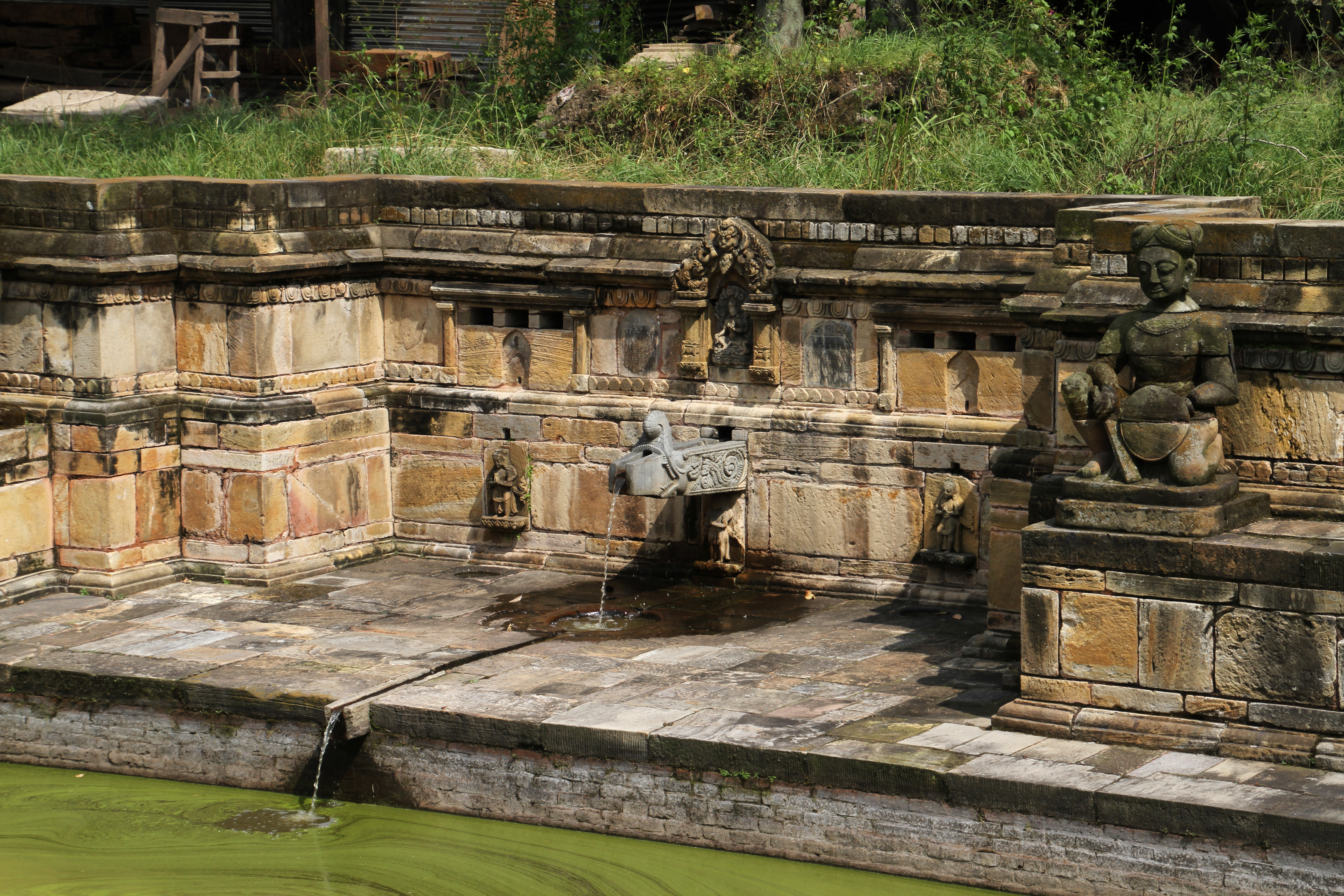
Fontaine et jahrus de Bhandarkhal Pokhari, Patan

## Sources
Les premières fontaines utilisaient l'eau de leurs propres sources ou des aquifères voisins, qu'ils partageaient parfois avec d'autres hitis. Plus tard, les hitis ont été reliés à un système de canaux et d'étangs, qui acheminait l'eau douce des contreforts de la vallée de Katmandou vers les villes.
Les becs d'un même hiti peuvent être approvisionnés à différentes sources. Dans un cas, celui de l'Alko Hiti à Patan, trois sources ont été confirmées pendant la restauration, mais dans d'autres cas, les utilisateurs ont simplement remarqué une différence de goût ou de couleur de l'eau entre les becs. Pour de nombreux hitis, l'emplacement précis de la source est encore inconnu.

### Retenues d'eau
Pendant le royaume de Kirata (en) (vers 900 avant J.-C. - 300 après J.-C.), des étangs (appelés pukhu ou pokhari) ont été construits comme source d'eau dans les anciennes villes de la vallée de Katmandou. Ces retenues d'eau étaient alimentées par les pluies. Sous la dynastie Licchavi, ces étangs étaient reliés à des goulottes en pierre et à des puits creusés pour alimenter les villes en eau.
Certains lacs ont été construits en hauteur pour être source d'alimentation : l'eau s'infiltre dans le sol à partir des étangs et finit par sortir par les goulottes. Ces bassins plus élevés sont de taille relativement importante. Lainchaur Pokhari, Rani Pokhari et Ikha Pukhu à Katmandou, Siddha Pokhari, Kamal Binayak Pukhu et Nā Pukhu à Bhaktapur et Nhu Pukhu, Paleswan Pukhu et Jyawalkhyo Pukhu, à Patan sont des exemples de tels bassins. Certains avaient leurs propres sources, comme Siddha Pokahri, Rani Pokhari et Jyawalakhyo Pukhu. Les étangs à l'intérieur des agglomérations sont plus petits. Ils contribuent à augmenter le niveau des eaux souterraines locales. Ils sont utilisés pour le lavage, le nettoyage, l'élevage de canards, le bain des animaux et la lutte contre les incendies. À Katmandou, ces étangs ont complètement disparu. Tekha Pukhu est un exemple de tels étangs à Bhaktapur. À Patan, Pimbahal Pokhari en est un exemple. Chyasa Pukhu, Guita Pukhu et Tyagah Pukhu à Patan sont quelques-uns des étangs en aval. L'eau des robinets de pierre et des drains de surface s'écoule dans ces étangs. Pendant la saison sèche, la plupart d'entre eux deviennent secs.
Certains des étangs sont interconnectés ; lorsque l'un d'eux est complètement rempli, le trop-plein est dirigé vers un autre étang et ainsi de suite. La Pokhari, Palesvan Pukhu, Podepukhu et Pimbahal Pokhari sont des exemples d'une telle chaîne d'étangs à Patan. De cette façon, un réseau élaboré de plans d'eau est créé comme ressource en eau pendant la saison sèche et pour aider à alléger la pression de l'eau causée par les pluies de mousson.
À un moment donné, il y avait un total de 90 étangs dans les grandes villes de la vallée de Katmandou : 30 à Bhaktapur, 39 à Patan et 21 à Katmandou. L'enquête menée en 2019 par le KVWSMB a trouvé un total de 233 étangs enregistrés dans les dix municipalités de la vallée de Katmandou.

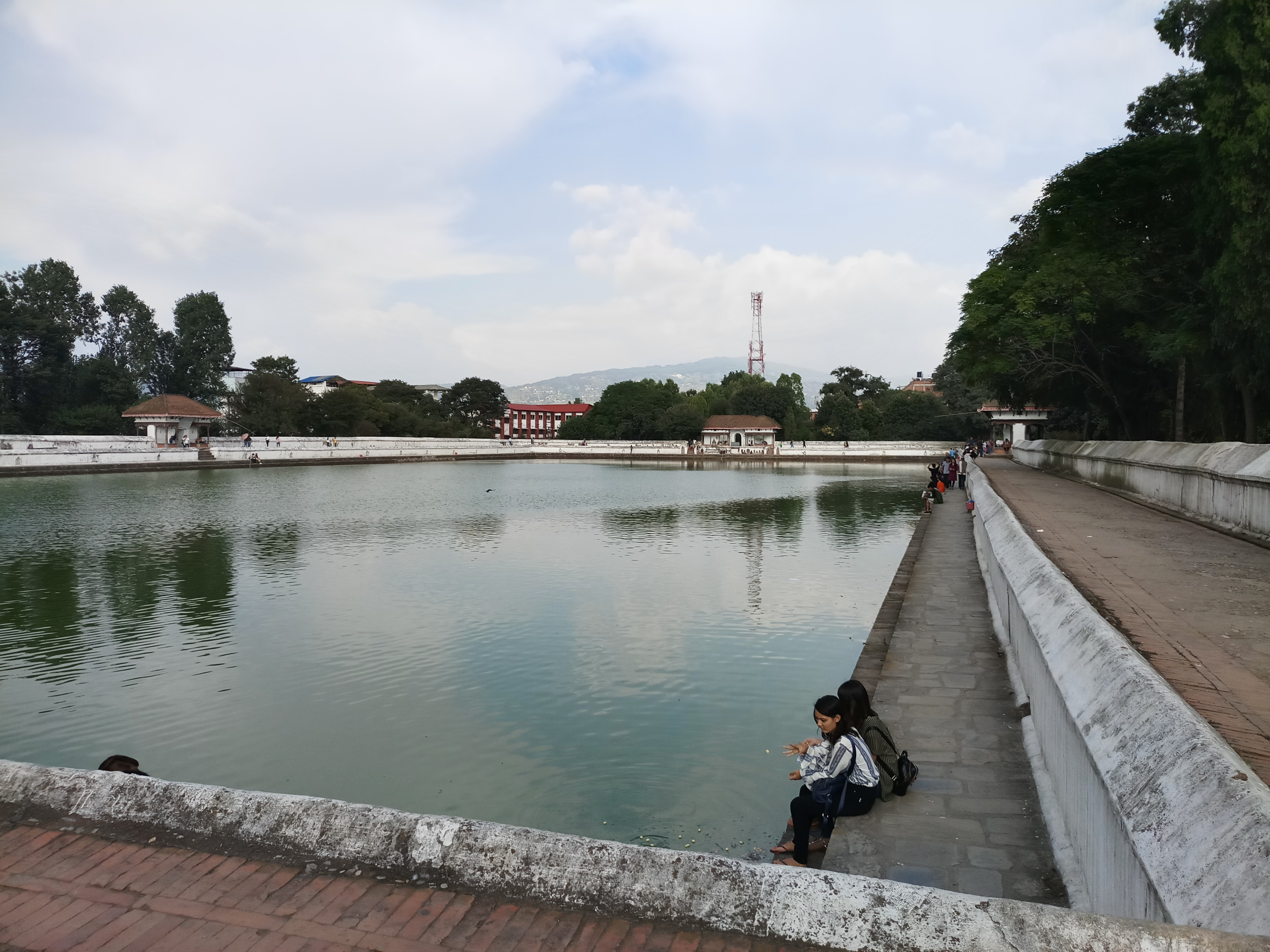
Siddha Pokhari, Bhaktapur.
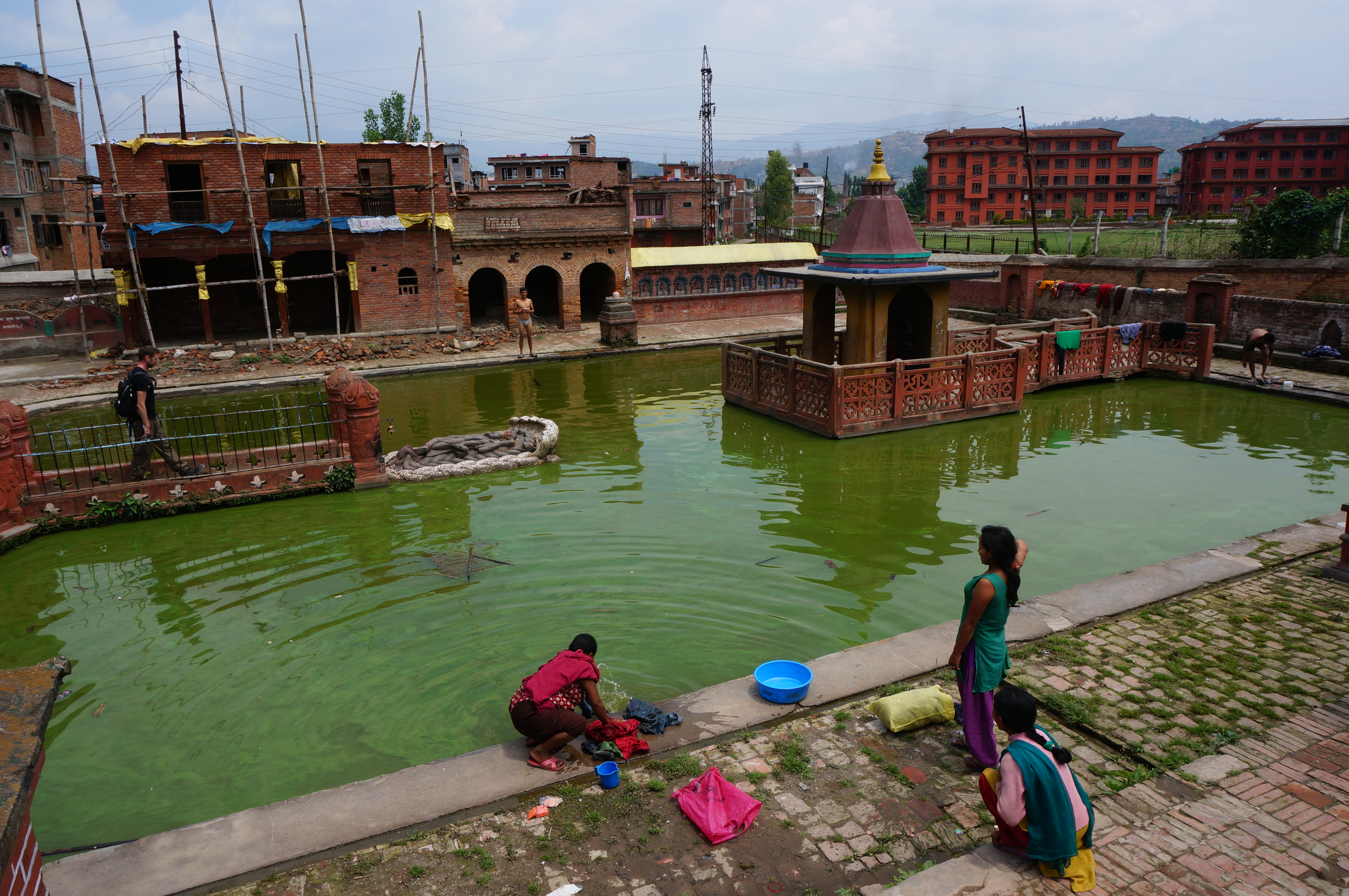
Lavage à Khah Pukhu, Bhaktapur.
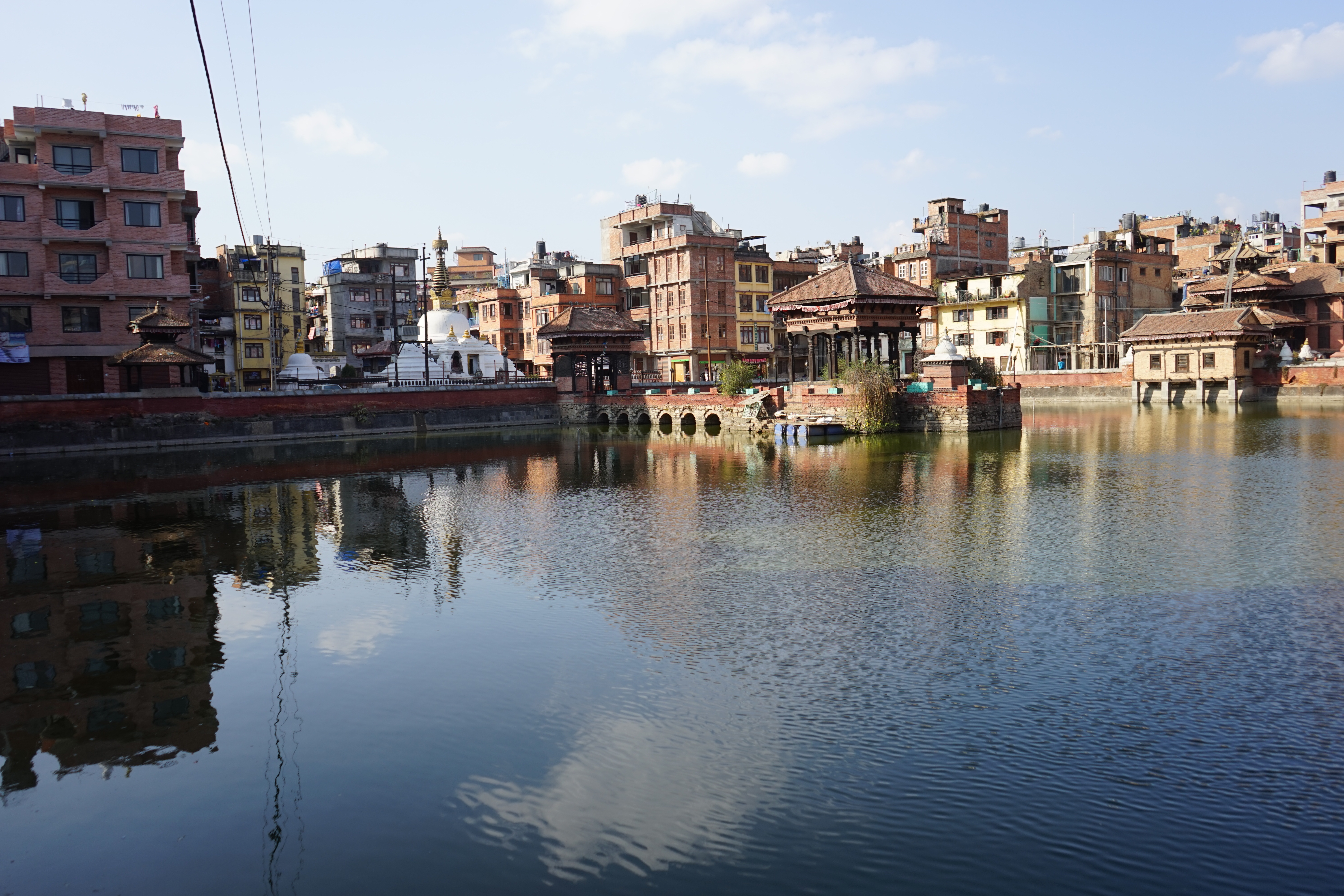
Pimbahal Pokhari (en), Patan.
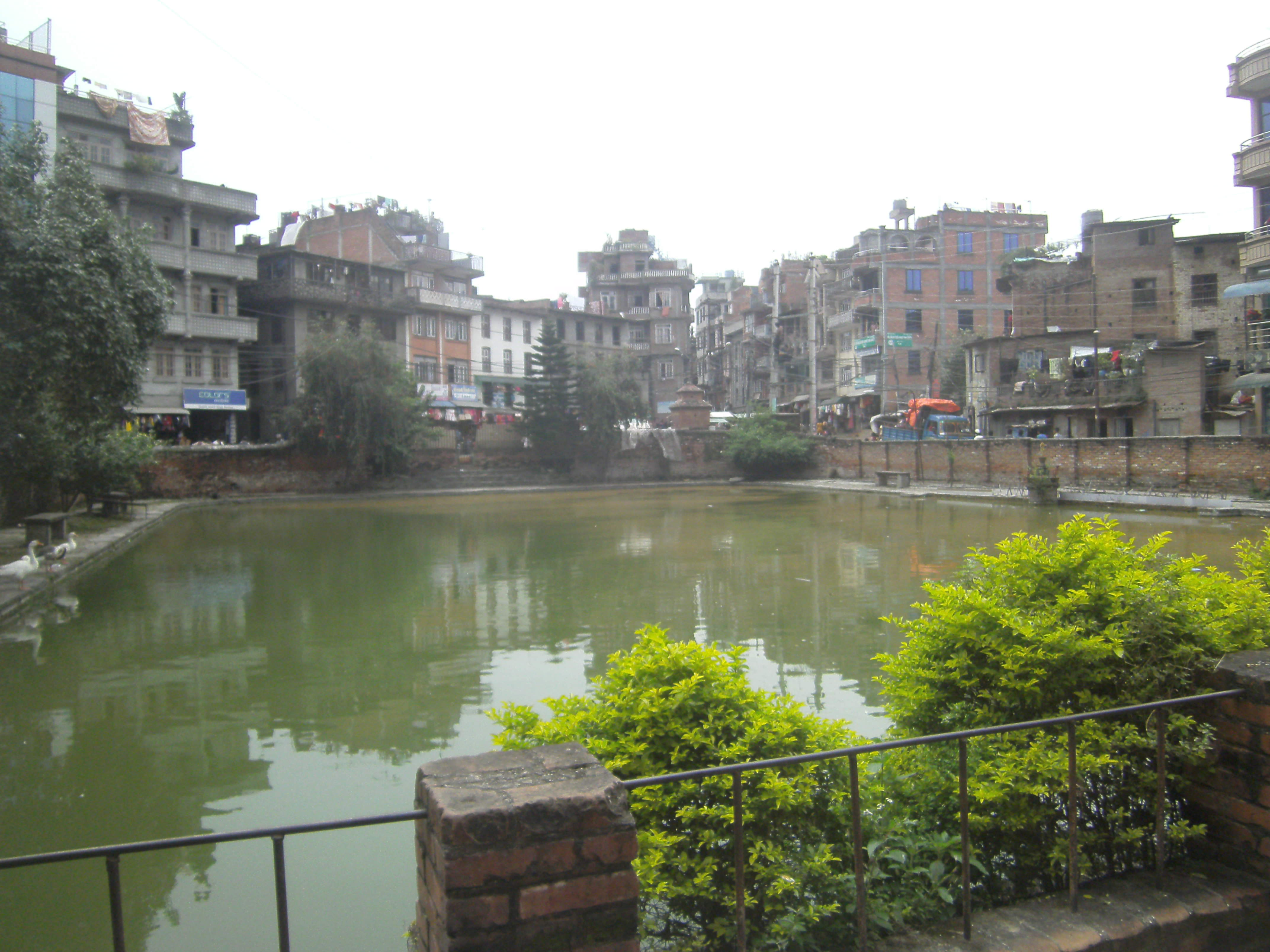
Thara Pukhu, Banepa.
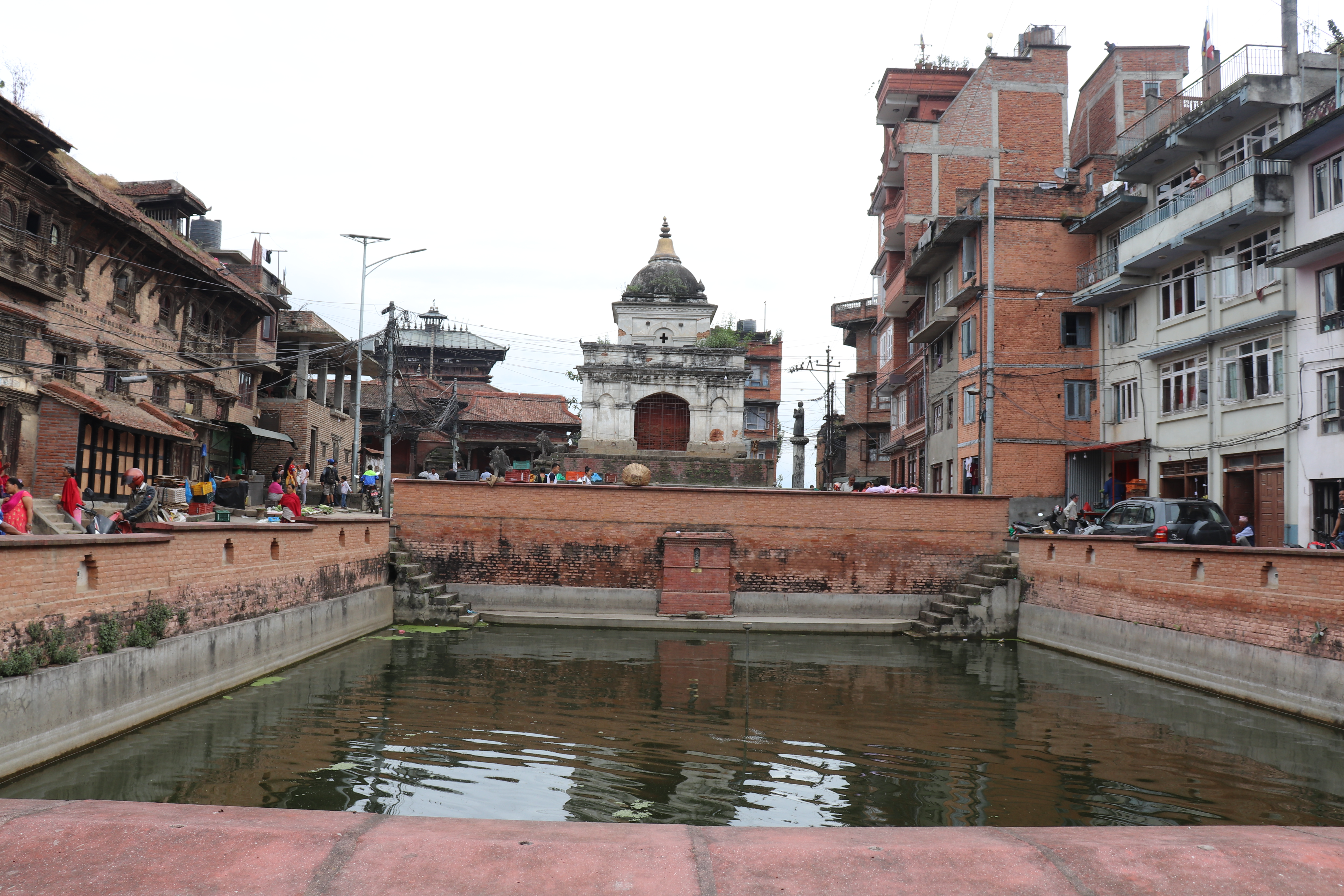
Dev Pukhu, Kirtipur.
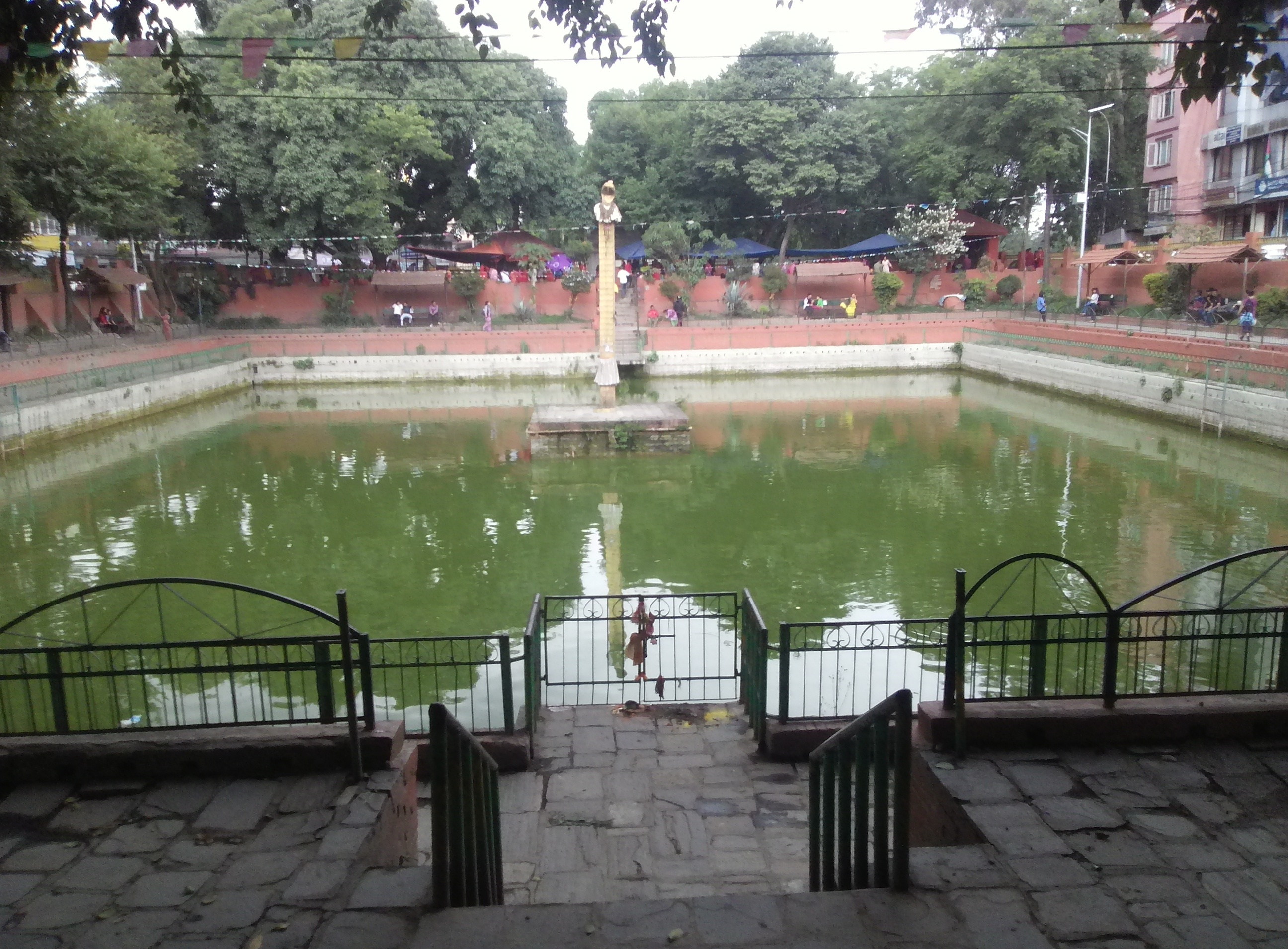
Nag Pokhari, Katmandou.

### Les canaux royaux

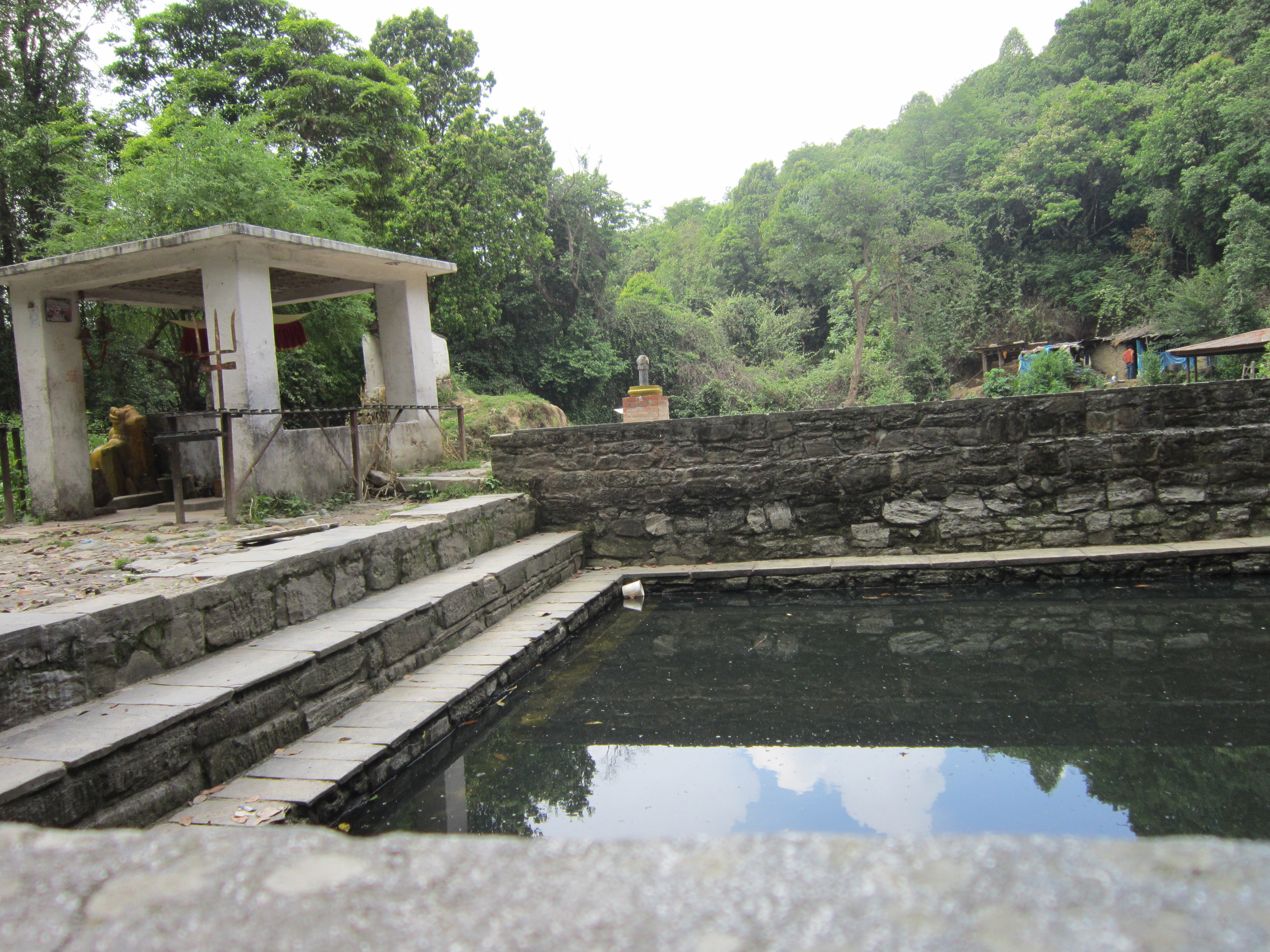
Nagarkot.

Les fontaines sont rechargées non seulement par les précipitations mais aussi par les canaux d'État (également appelés canaux royaux ou raj kulo). Les canaux d'État ont été construits pour amener l'eau d'un cours d'eau (comme la rivière Lele), d'une source (comme le Mahadev Pokhari à Nagarkot) ou d'un étang des contreforts jusqu'à des étangs artificiels proches des hitis afin d'augmenter les aquifères.
Le roi Jitamitra Malla a fait bâtir un canal d'État en 1678 pour alimenter les hitis situés à Bhaktapur et Patan.
Finalement, l'eau a été amenée dans les villes de la vallée par trois canaux : le canal Budhikanta pour Katmandou, le canal Bageswori pour Bhaktapur et le canal Tikabhairav pour Patan. Ils alimentaient 31 des étangs de ces villes, tout en fournissant de l'eau pour l'irrigation en cours de route.
Environ la moitié des hitis de Bhaktapur et 51 hitis de Patan recevaient leur eau des canaux royaux.

## Pouvoir tantrique
De nombreux hitis de Bhaktapur, comme Bhimsen Hiti, Indrayani Hiti et Golmadhi Hiti, sont censés recevoir de l'eau grâce au pouvoir tantrique.
Selon le rapport A Comparative Evaluation of Stone Spout Management Systems in Heritage and non-Heritage Areas of Kathmandu Valley, Nepal de « Mira Tripathi  (2016), certaines des personnes interrogées lui ont dit que :
«Lorsqu'ils ont creusé, ils ont trouvé des petits pots en terre enflammés couverts par un autre pot en terre en guise de couvercle... avec des noix et des pièces de monnaie au-dessus du bec. Lorsque le couvercle du pot a été enlevé, les flammes se sont calmées et l'écoulement de l'eau dans le bec s'est également arrêté. ... lorsque le couvercle a été remis, l'eau a recommencé à couler. Comme il n'y avait pas d'autres sources apparentes pour que l'eau entre dans les becs, les théories tantriques ou divines ont pris racine.»
Dans le même rapport, un expert de Bhaktapur est cité comme disant : "Personnellement, je crois à la pratique tantrique parce que j'en ai vu de nombreuses preuves."

## Utilisations
L'eau des hitis est utilisée pour les usages domestiques ordinaires, pour le travail ainsi que pour les activités religieuses et culturelles.
Les Népalais peuvent être vus en train de boire et de se laver ou de laver leur linge dans un hiti, ou de l'emporter chez eux pour se laver, boire et cuisiner.
Des hitis spéciaux en bois appartenant à la caste des Dhobi (en) sont utilisés pour le lavage professionnel du linge (ou du moins l'étaient-ils en 1996).

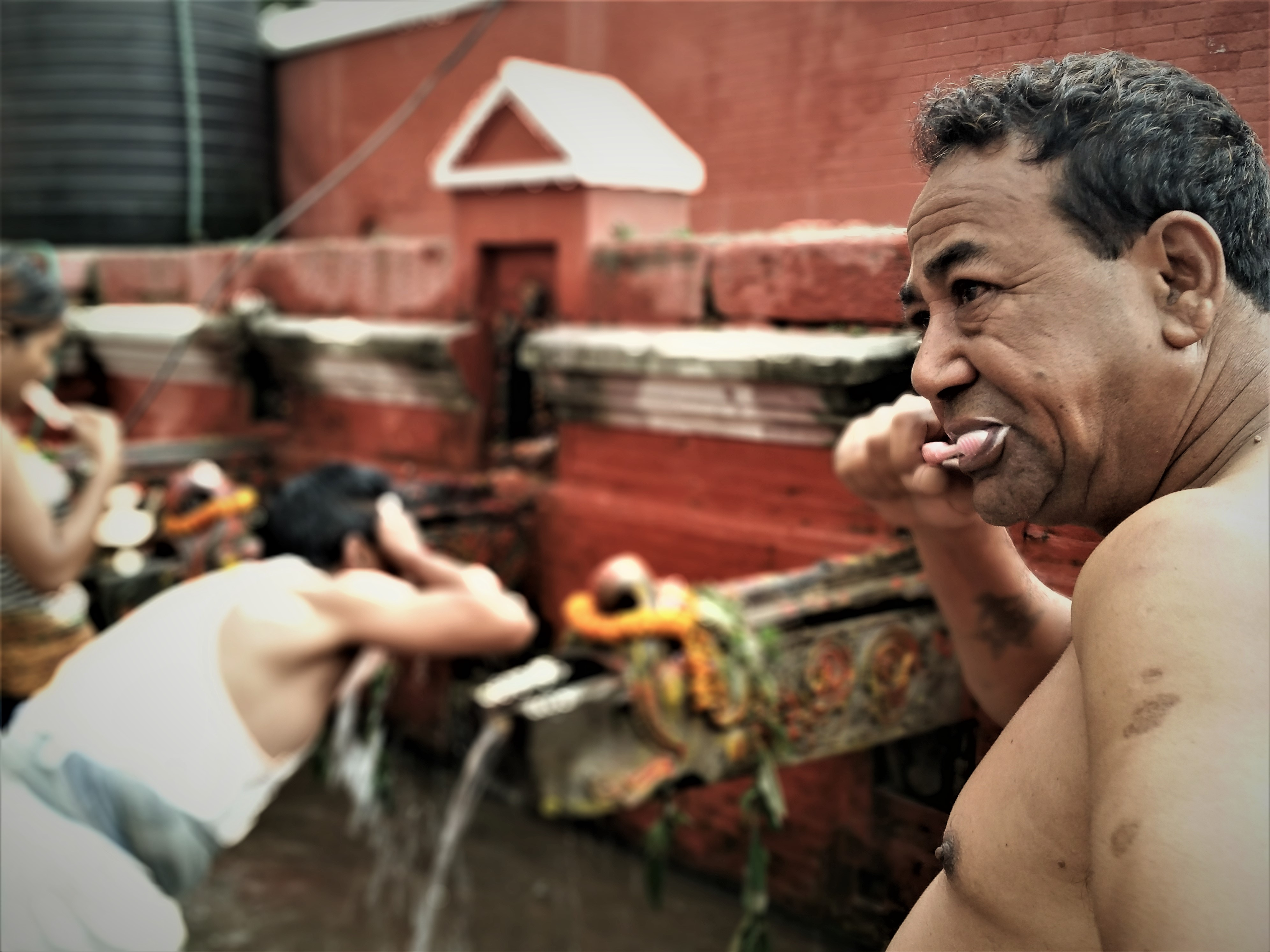
Homme se brossant les dents au Kontihiti Kumbheswar, Patan
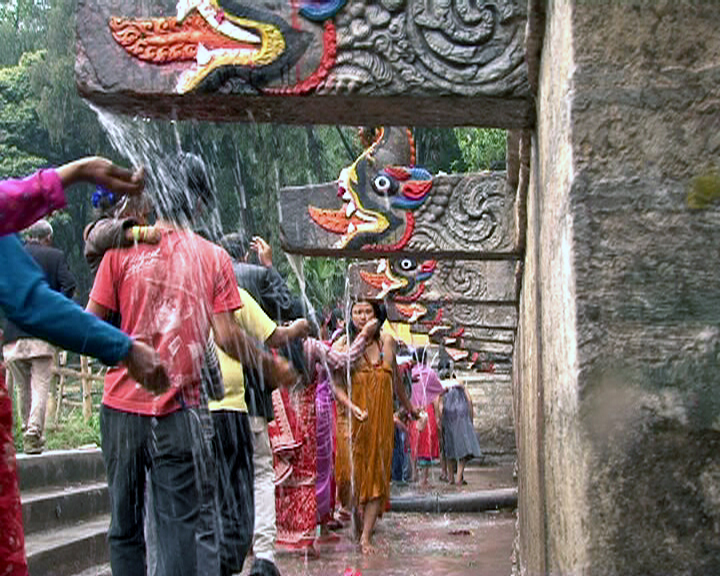
Baisdhara Festival
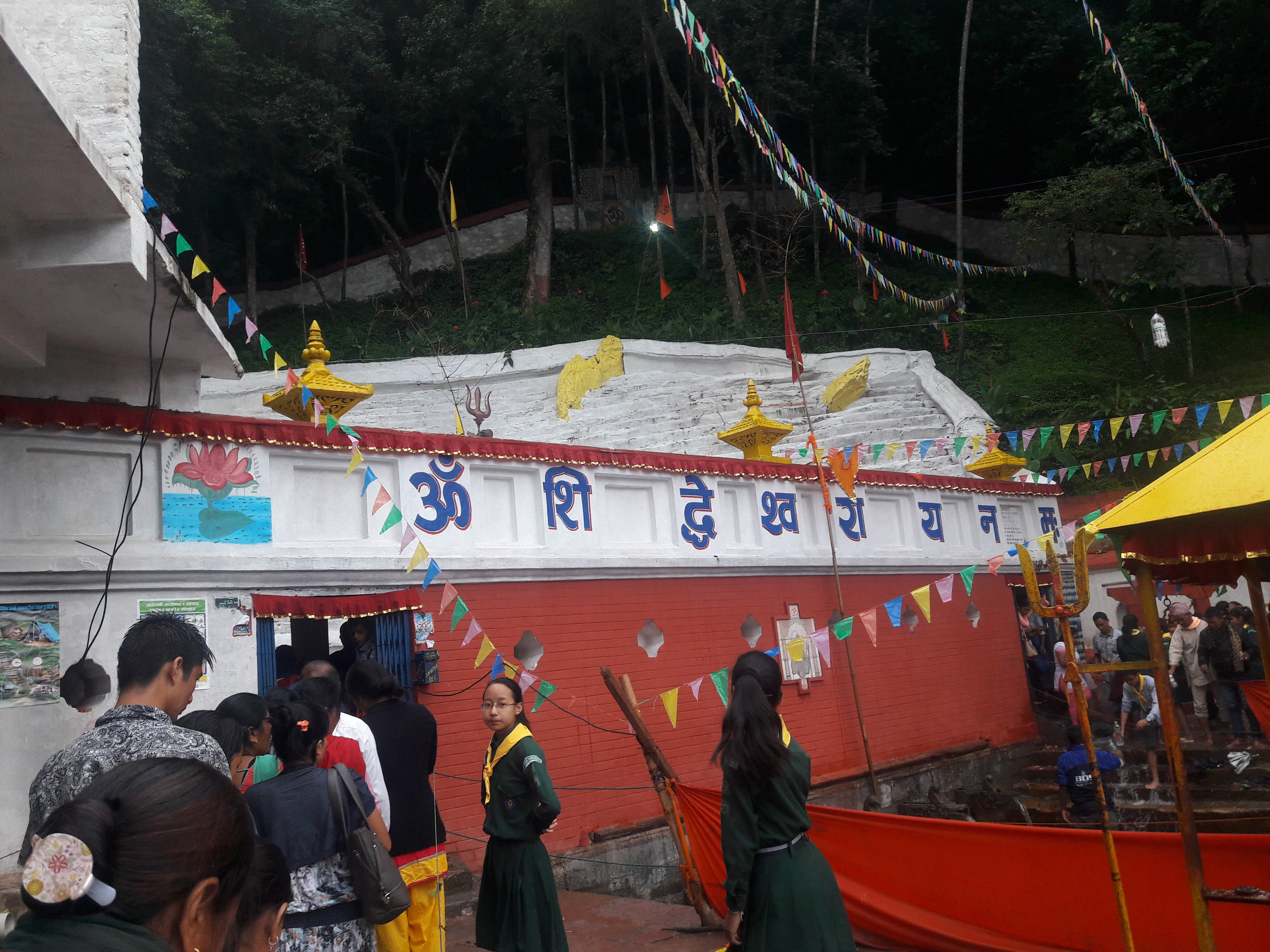
Godawari Mela

### Médecine
Un certain nombre de hitis sont censés posséder des qualités curatives. L'eau de Sundhara à Katmandou, par exemple, est censée être bonne contre l'arthrite et l'eau de Golmadhi Hiti à Bhaktapur contre le goitre. L'eau de Washa Hiti est célèbre pour ses propriétés médicinales ; le mot washa en bhasa népalais signifie "médicament".

### Usages culturels et religieux
L'eau est également utilisée pour la purification des images des divinités.
Certains hitis jouent un rôle dans les festivals, comme Bhimdhyo Hiti à Bhaktapur, Manga Hiti à Patan et Sundhara à Katmandou.
Tous les douze ans, la Godawari Mela est célébrée pendant un mois à l'étang sacré de Godawari Kunda dans le district de Lalitpur. Les 22 becs du jardin d'eau de Balaju à Katmandou sont le point central du festival annuel Balaju Baise Dhara. Des centaines de visiteurs prennent une douche rituelle ce jour-là pour profiter des effets purifiants et curatifs de l'eau. Les dix becs de Matatirtha sont le témoin de la célébration annuelle de la fête des mères.
L'eau de Bhimdhyo Hiti est utilisée pour le culte religieux dans le temple de Bhimsen et le temple voisin de Dattatreya à Bhaktapur. Les dévots prennent un bain ou font des ablutions avant d'entrer dans les temples. L'eau de Nag Pokhari (également connue sous le nom de Thanthu Darbar Hiti) à Bhaktapur est utilisée pour vénérer la déesse Taleju. L'eau de Manga Hiti à Patan est utilisée quotidiennement comme eau sacrée pour Krishna Mandir et elle est utilisée pour effectuer la puja au mois de Kartik. D'autres hitis sont également utilisés pour le culte dans les temples voisins

### Remplacement des plans d'eau lointains

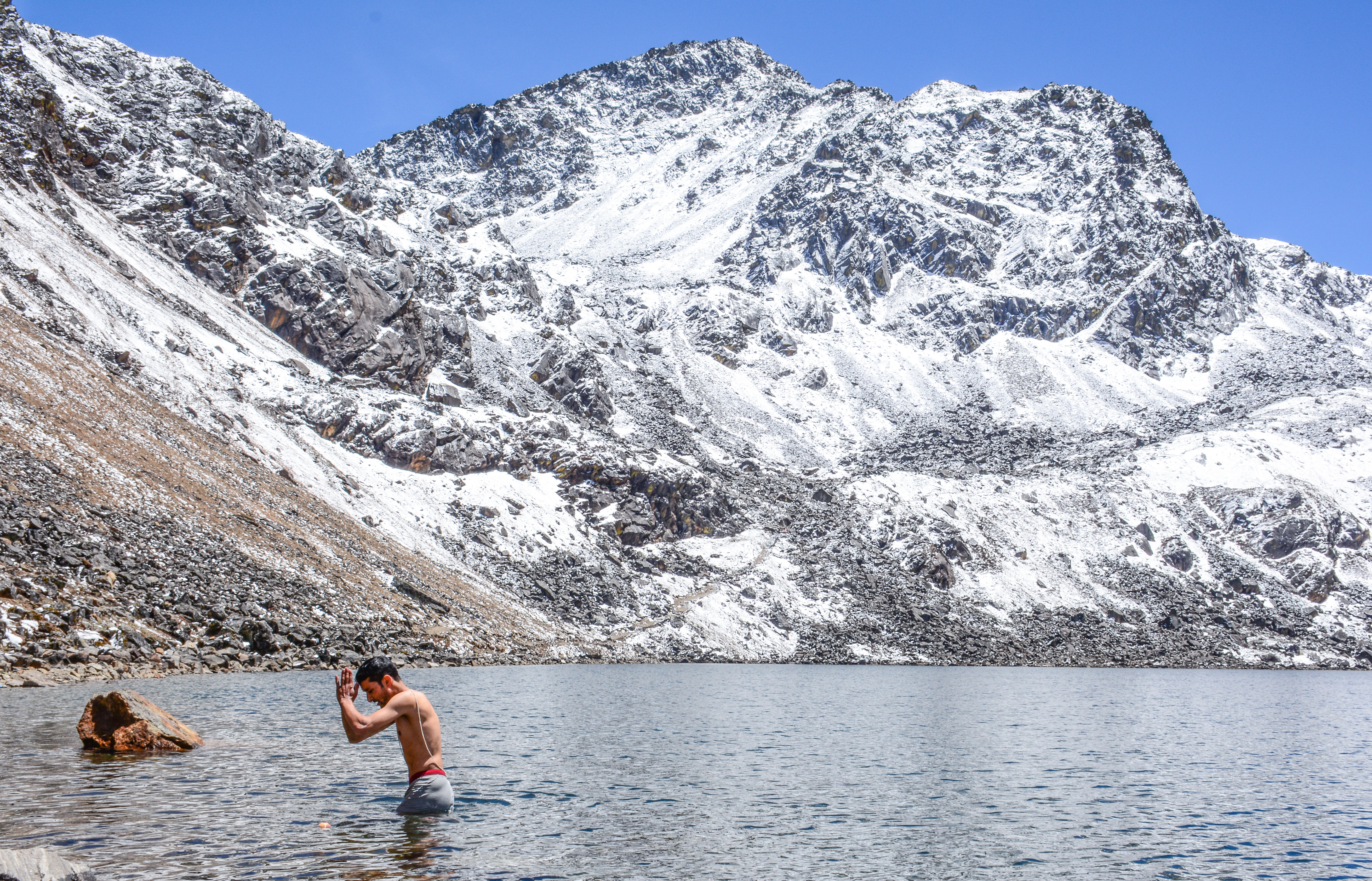
Bain dans le lac sacré de Gosaikunda

Gosaikunda est un lac sacré pour les hindous et les bouddhistes. Prendre un bain dans ce lac du parc national de Langtang est une expérience à faire au moins une fois dans sa vie. Selon la légende, la source qui alimente l'étang du complexe du temple Kumbheshwor à Patan est reliée à Gosaikunda. Par conséquent, ceux qui ne peuvent pas faire le long voyage jusqu'au lac, comme le font des milliers de pèlerins lors de Janai Purnima ou de Gangadasahara, peuvent se rendre à Kumbeshwar Pokhari à la place,,,
De la même manière, on pense qu'il existe un lien entre Godawari Kunda et Kva Hiti à Katmandou et entre Maru Hiti et Yankidaha près du village de Thankot à Chandragiri.

### Utilisation en cas de catastrophe
Les hitis dont le débit (litres par minute) est suffisamment important peuvent également s'avérer vitaux en cas d'incendie, notamment dans les quartiers densément bâtis de la ville où un camion de pompiers ne pourrait pas se rendre. Kontihiti à Patan s'est qualifié pour cela en 2012.
Après le tremblement de terre de 2015, les dhunge dharas ont été la seule source d'eau pour de nombreux habitants de Katmandou, en raison de la perturbation des services réguliers d'eau potable.
Hospitalité

### Hospitalité
Le long des routes importantes pour les commerçants ou les pèlerins, on construisait parfois une succession de hitis (avec dharmasala) pour soulager la soif des voyageurs. La route de Sankhu jusqu'au temple Bajrayogini, par exemple, est une telle route.

### Réstrictions

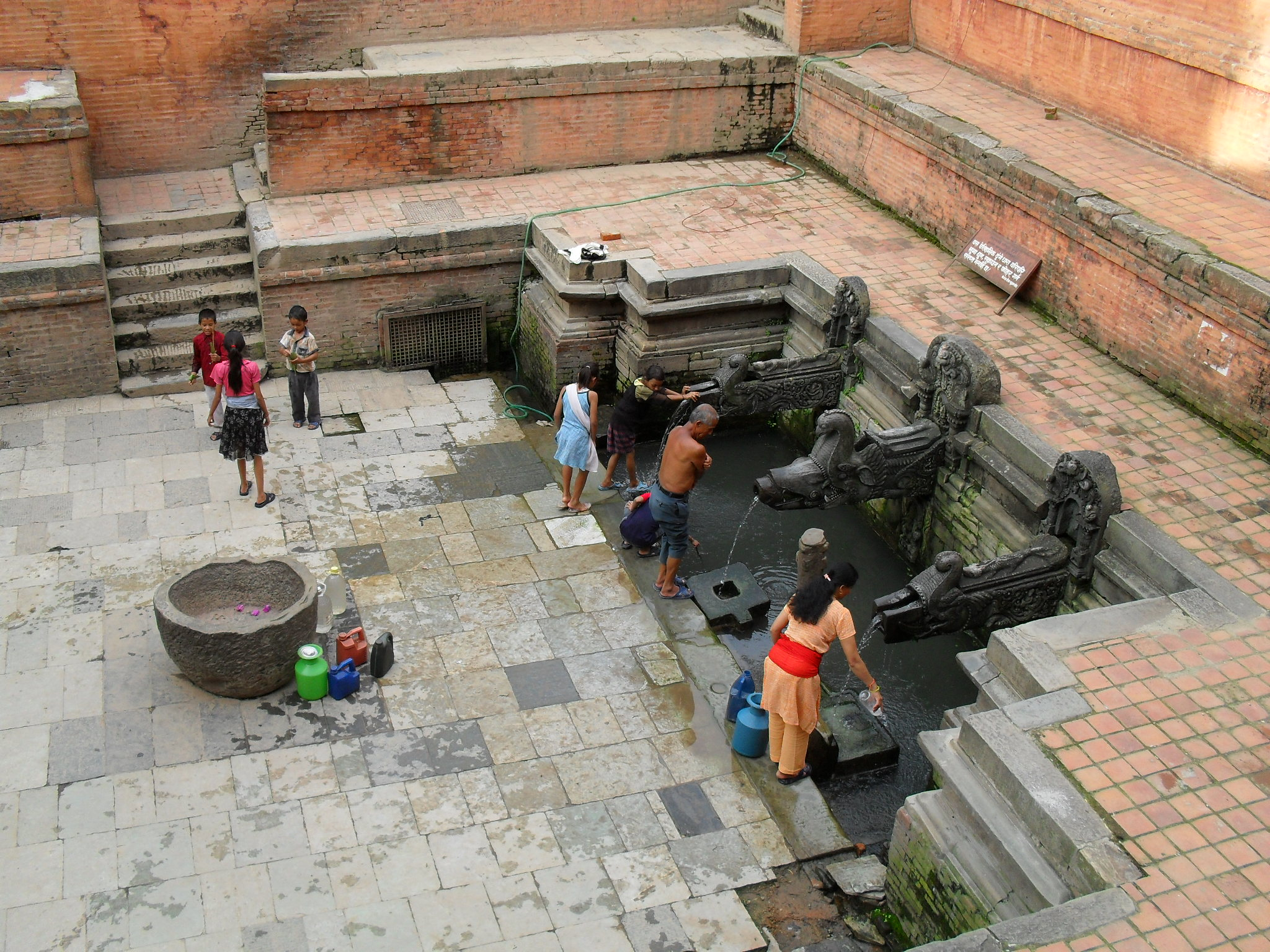
Le Manga Hiti de Patan.

Tous les dhunge dharas ne sont pas ouverts pour être utilisés par tous de toutes les manières possibles.
Dans le passé, certaines personnes étaient interdites d'accès à certains hitis, comme les personnes de castes inférieures, les femmes en période de menstruation et les personnes portant des chaussures. Il y avait également des restrictions concernant le comportement à l'intérieur de certains hitis. Par exemple, il était interdit de laver le linge ou les ustensiles, de se laver les jambes et les chaussures ou d'utiliser du savon. Les textes décrivant ces restrictions peuvent parfois être trouvés dans de vieilles inscriptions sur les lieux. Certaines d'entre elles sont encore observées.
L'observation des restrictions concernant le comportement à l'intérieur d'un dhunge dhara peut très bien contribuer à maintenir la qualité de leur eau. Si un hiti reçoit de l'eau drainée par un autre (voir ci-dessus), par exemple, on peut imaginer vouloir s'assurer que son filtre sera capable de traiter efficacement l'eau qu'il reçoit de la source.

## Gestion

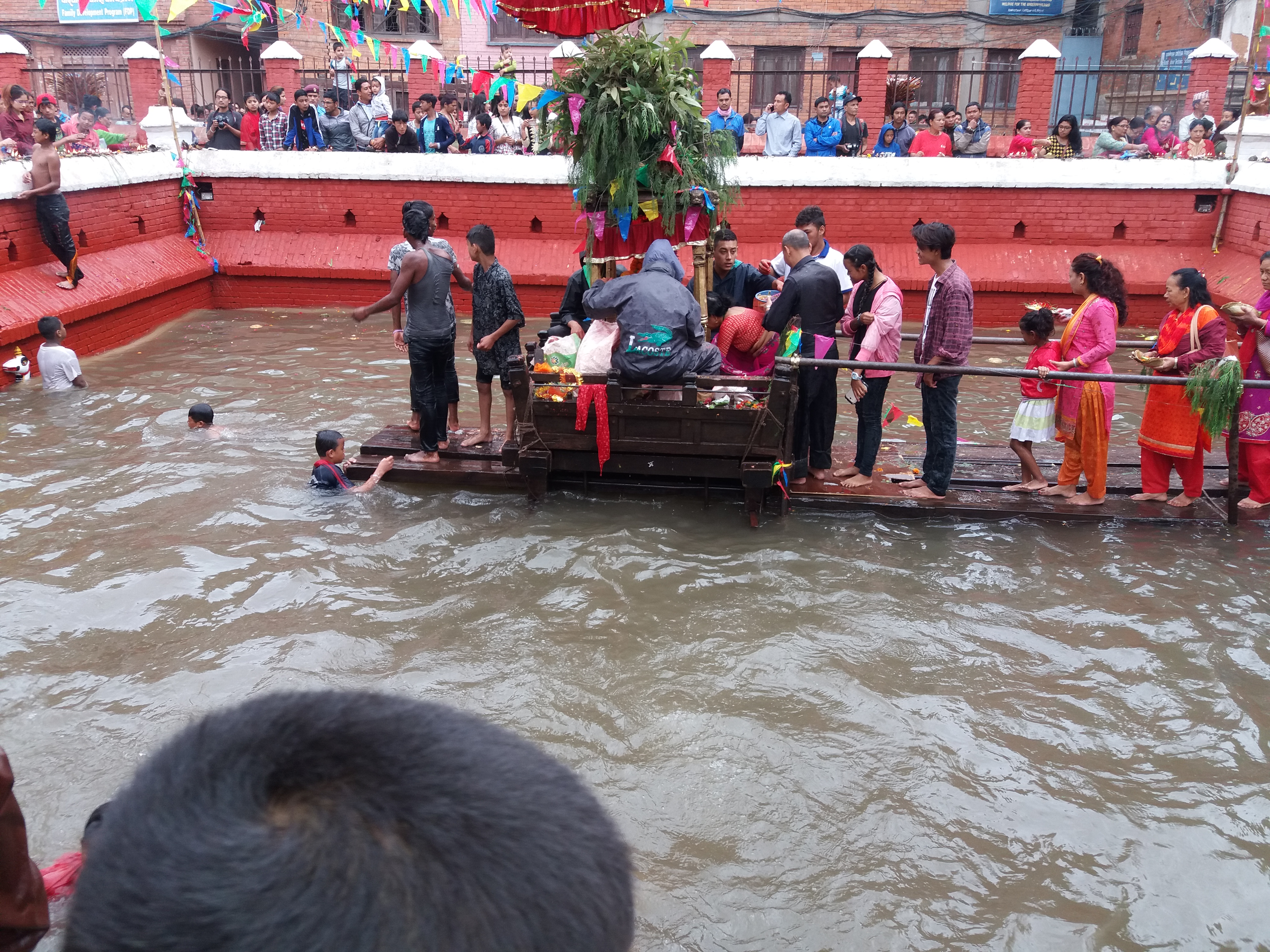
Kumbheshwar Mela, Patan

Traditionnellement, l'entretien quotidien des hitis était entre les mains des guthis (en) (groupes communautaires locaux affectés à certaines tâches). Vivant à proximité du hiti et y rendant peut-être régulièrement visite en tant qu'usagers, ils étaient les mieux placés pour découvrir les problèmes, comme les dommages à la maçonnerie, la pollution par des débris ou le colmatage du drain, et effectuer les réparations. Les guthis étaient rémunérés pour leur travail. A un autre niveau, des procédures étaient en place pour entretenir les canaux royaux.
Même dans le passé, l'entretien de l'ensemble du système d'eau a été problématique. Le roi Jitamitra Malla (1663-1696) de Bhaktapur a dû promulguer une loi pour s'assurer que l'entretien serait effectué.
Chaque année, Sithi Nakha (en), un jour dédié à Kumar Kartikeya, l'un des deux fils de la divinité hindoue Shiva, est utilisé pour nettoyer les sources d'eau comme les puits, les étangs et les hitis. Les gens de toute la vallée de Katmandou convergent pour effectuer leurs activités de nettoyage avant le début des pluies de mousson.
D'autres festivals contribuent également à l'entretien des hitis et des étangs, car ils exigent qu'ils soient en bon état de fonctionnement avant que le festival puisse avoir lieu. Le Bunga Dyah Jatra (en) à Patan en est un exemple ; tous les étangs impliqués dans le festival doivent être remplis, avant que la construction du char à Pulchok puisse commencer. Et tous les arrêts de la procession se trouvent à côté de l'un des plans d'eau de Patan. Pendant le festival Janai Purnima, le Kumbeshwar Pokhari de Patan, par ailleurs sec, doit être rempli d'eau pour la Kumbheshwar temple complex (en). De même, le Gahana Pokhari de Katmandou est vital pour le festival Gahana Khojne, tout comme le Nag Pokhari de la ville l'est pour le Naga Panchami. Le Siddha Pokhari de Bhaktapur est central dans le festival de Dashain.
Parfois, c'est l'inverse qui se produit : le déclin des plans d'eau entraîne l'abandon d'une tradition. C'est ce qui s'est passé avec la procession annuelle des "neuf conduits" (Gupu hiti sikegu) à Bhaktapur.

## Déclin

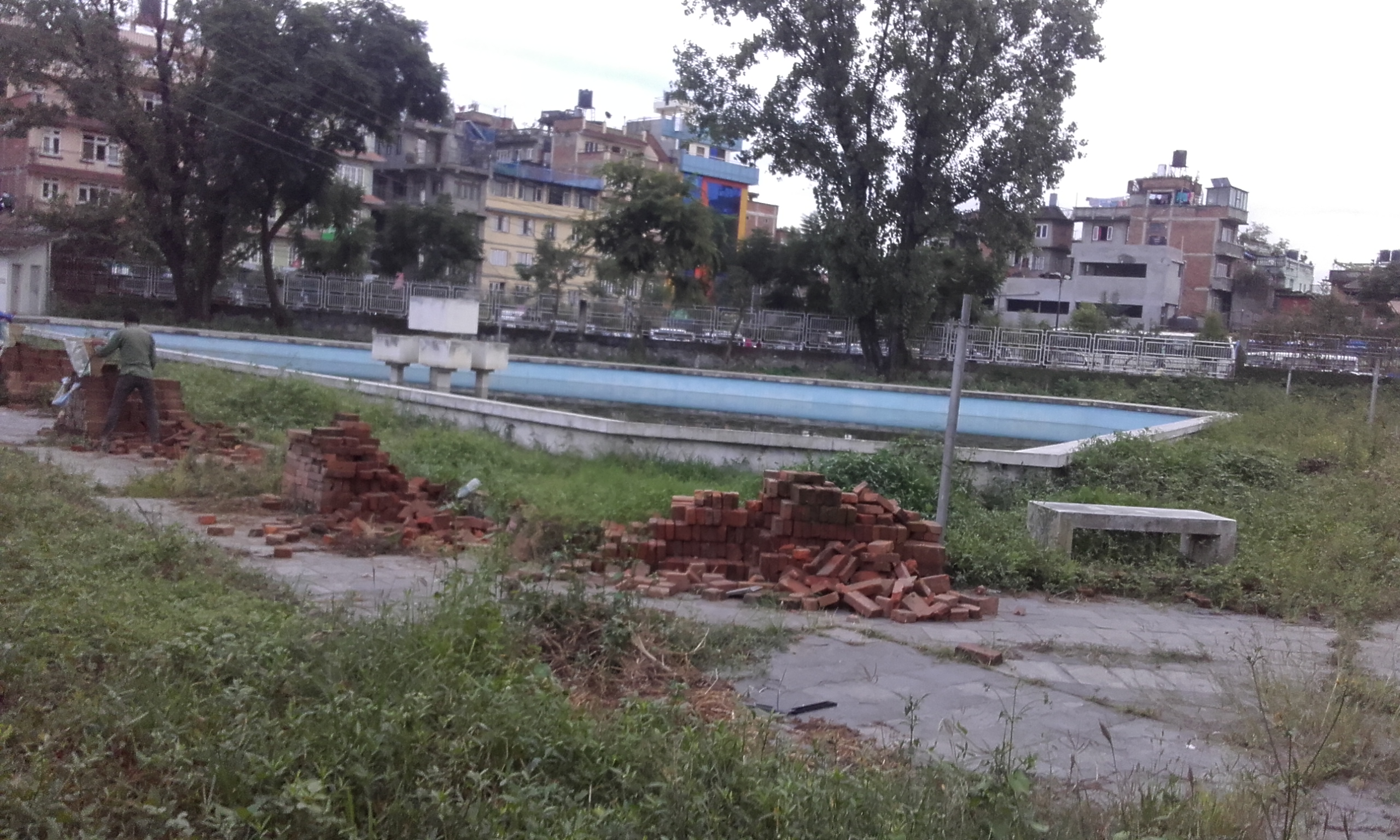
Le Paleswan Pukhu à Patan, qui a vu sa taille se réduire.
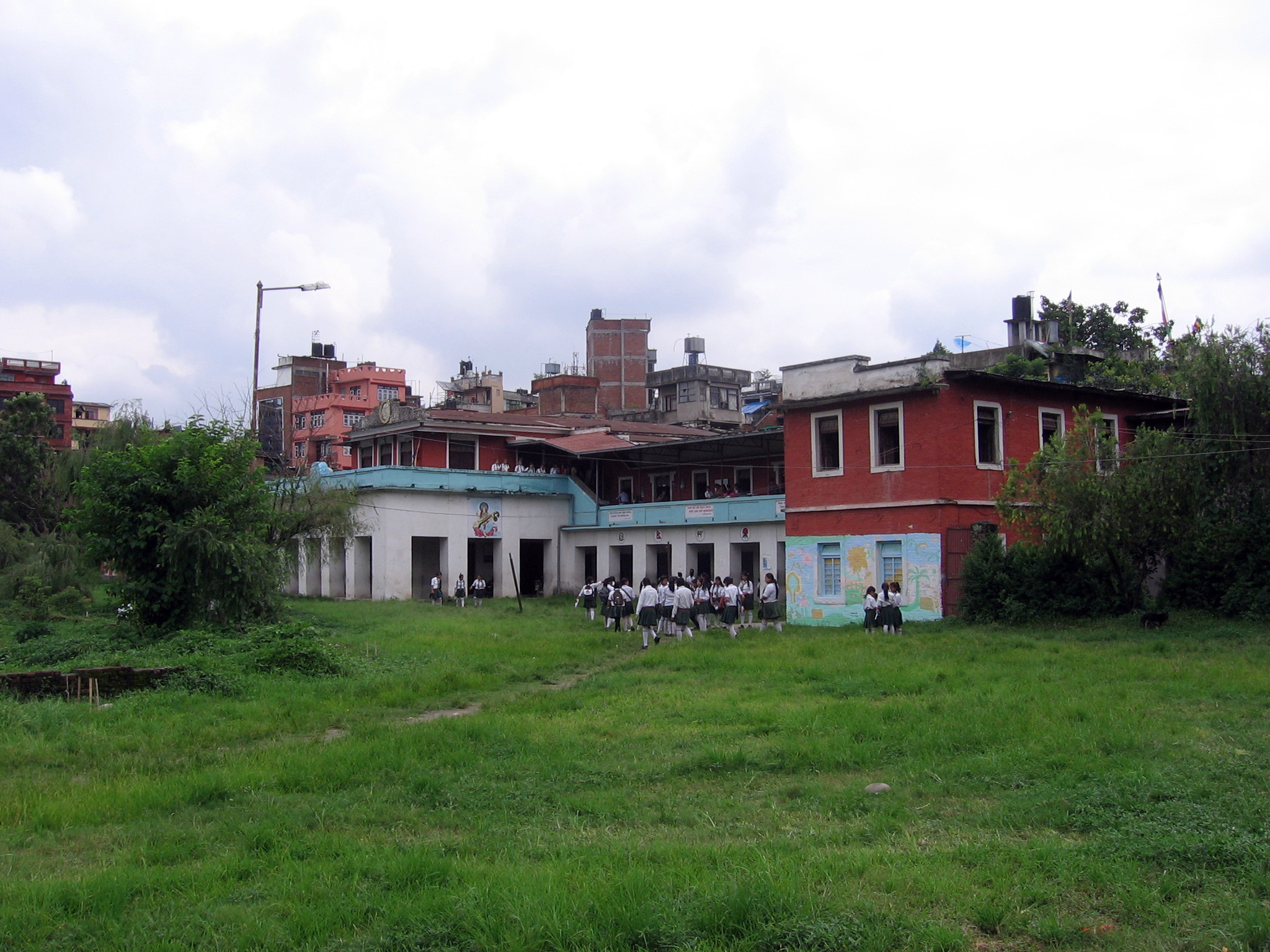
Le Ikha Pokhari (en) asséché à Katmandou.
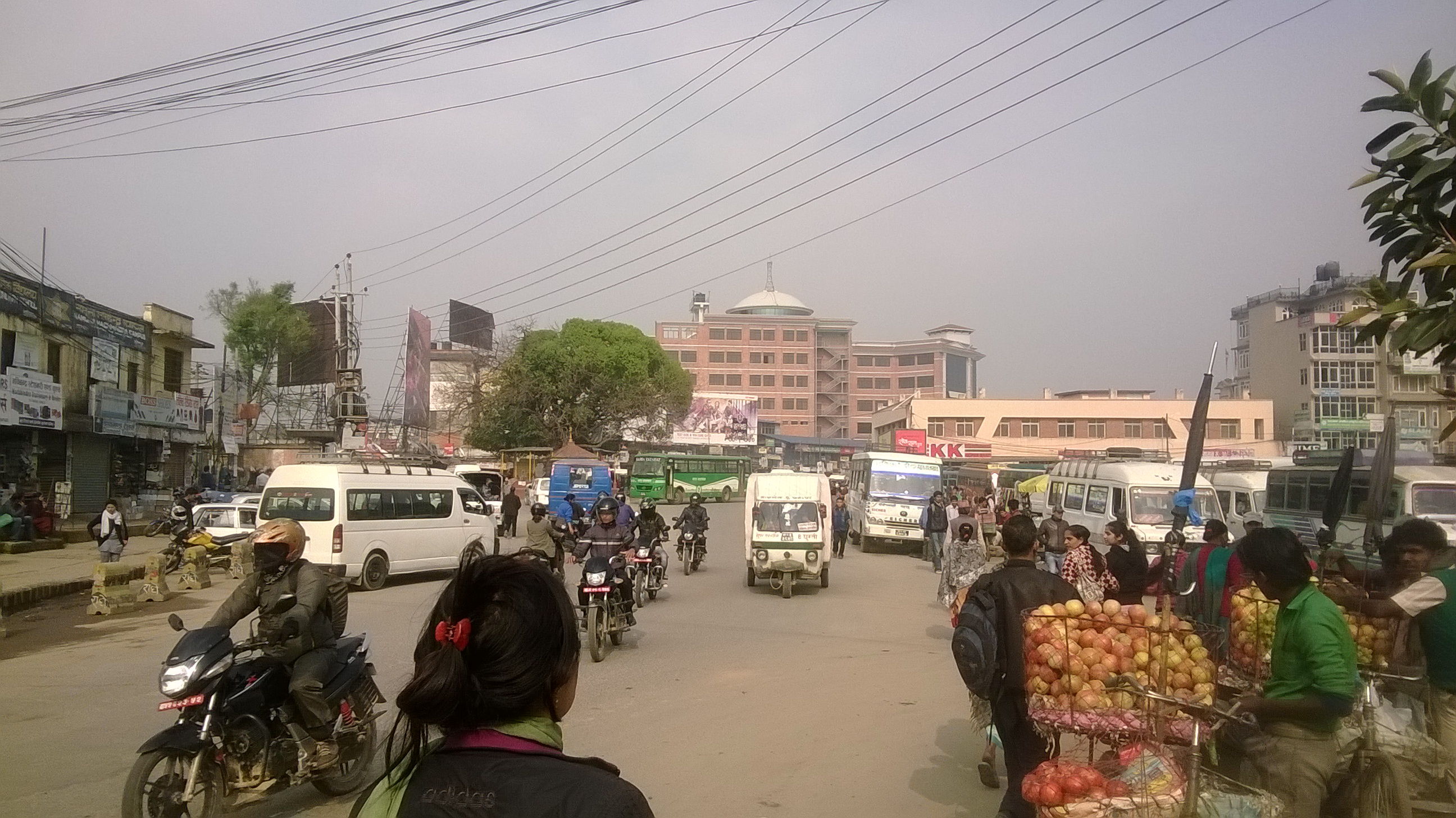
La Lagankhel Bus Station de Lalitpur used était auparavant un étang.
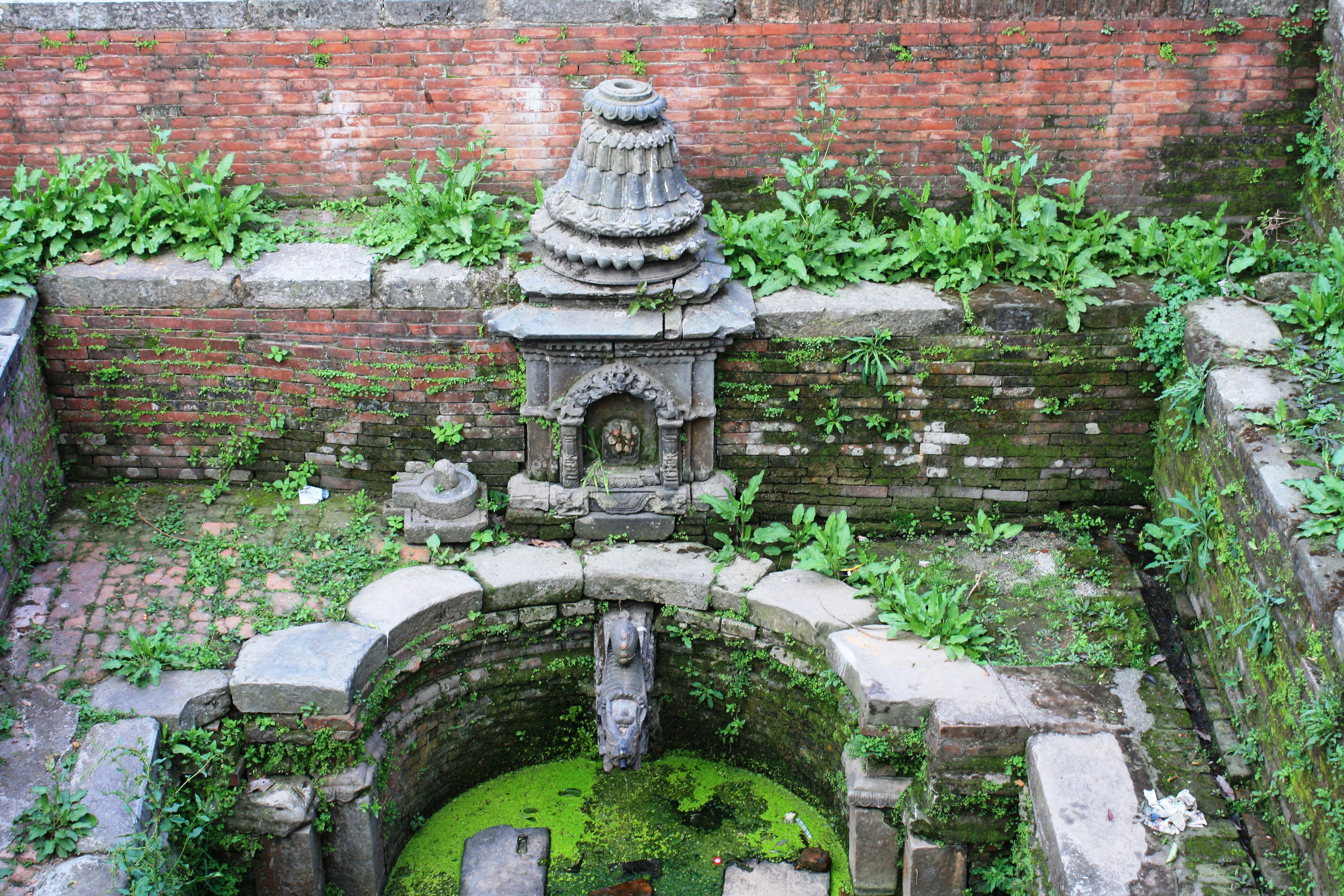
Un hiti négligé de Bhaktapur.

À la fin de 1891, sous le règne des Rana (en) (1846-1951 AD), un système d'eau courante a été introduit dans la vallée de Katmandou. À cette époque, il n'était accessible qu'à l'élite. Après l'ouverture du pays au monde en 1951, le système occidental de gestion de l'eau a été étendu à Katmandou, Patan et Bhaktapur et au reste du pays. Malheureusement, cela a conduit à la négligence de l'infrastructure hiti.
Le tremblement de terre de 1934 a endommagé une partie des canaux royaux, provoquant l'assèchement de nombreux points d'eau.
En l'absence de toute réglementation, les hitis et les étangs ont été négligés.
Un bâtiment municipal a été construit sur le site de Paleswan Pukhu à Patan, réduisant considérablement sa taille et un étang est devenu une gare routière. Des écoles ont été construites dans des étangs à Patan et à Katmandou. Le grand Lainchaur Pokhari de Katmandou a dû faire place au bâtiment des Scouts du Népal. Bhaktapur a également vu des étangs transformés en école et en gare routière. Les étangs sont devenus des biens immobiliers de premier ordre dans la vallée de Katmandou.

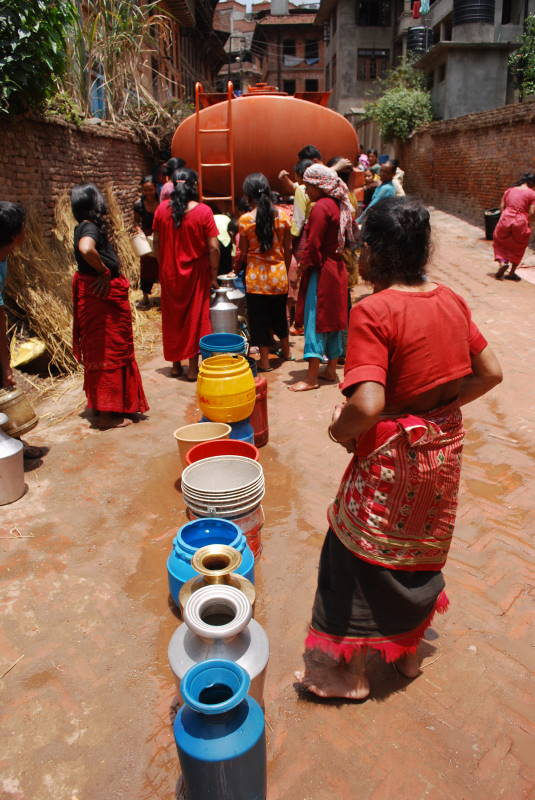
Un camion-citerne à Bhaktapur

Sur les 39 étangs recensés à Patan en 1993, 9 avaient vu leur taille réduite et 14 avaient complètement disparu en 2007. Sur les 233 étangs recensés lors de l'enquête menée en 2019 par le KVWSMB, 40 ont été complètement détruits.
Les hitis ont subi un sort similaire. Soit leur source a été endommagée, soit leur connexion à celle-ci a été interrompue par la construction de maisons ou de canalisations souterraines. Certains ont été entièrement recouverts de bureaux ou de routes. Dans d'autres cas, le niveau d'eau de l'aquifère a baissé en raison du creusement de puits privés par des propriétaires de maisons individuelles ou des industries.
La politique gouvernementale visant à centraliser la gestion du système guthi sous l'égide de la Nepal Guthi Corporation a eu un effet néfaste. Les hitis n'étaient plus entretenus correctement et on les laissait se polluer. Les réparations nécessaires n'étaient pas effectuées. Dans un cas, les racines d'un figuier des pagodes, qui avaient été maintenues en échec par les utilisateurs de l'hiti, ont été laissées pousser sans contrôle, provoquant des fuites dans les tuyaux, ce qui a entraîné l'assèchement de l'hiti.
L'eau est également de plus en plus contaminée par des produits chimiques et des bactéries. Cela affecte également d'autres sources d'eau, comme les puits creusés, les camions-citernes, l'eau du robinet et l'eau en bouteille. Une partie de la contamination est causée par les fuites des fosses septiques.
La pénurie d'eau est encore aggravée par une industrie qui s'est développée pour y remédier. Des puits profonds sont creusés en dehors des zones municipales par des entreprises privées. En 2019, environ 150 entreprises privées de distribution d'eau étaient actives dans la vallée de Katmandou, ce qui a encore fait baisser le niveau des nappes phréatiques, affectant le débit des fontaines. Cela a également affecté les agriculteurs de la région qui doivent maintenant se battre pour obtenir de l'eau qui, traditionnellement, a toujours été la leur. Les camions-citernesAu cours des dernières décennies, un intérêt croissant s'est manifesté pour faire revivre les dhunge dharas du pays, en partie parce qu"ils parce qu'ils appartiennent au patrimoine culturel du Népal.
Pénurie d'eau croissante

## Renouveau

### Une pénurie d'eau croissante

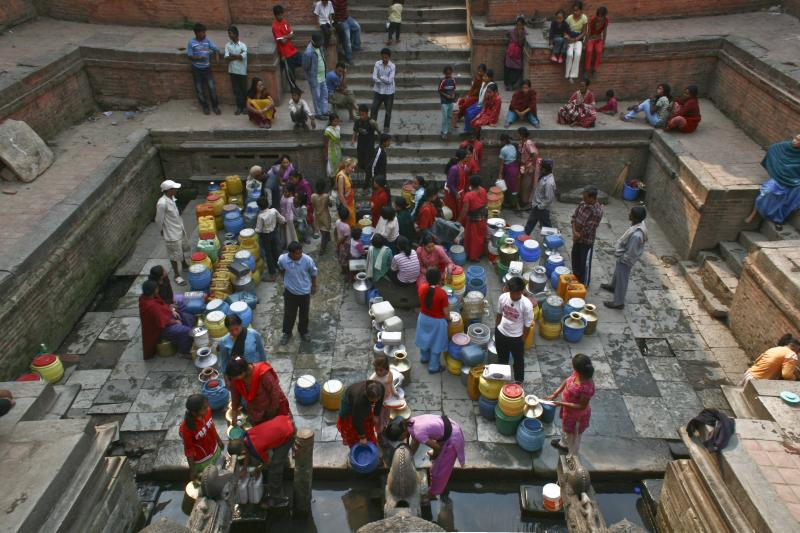
Queue au Manga Hiti.

Malgré les efforts du gouvernement népalais pour fournir de l'eau potable à tous les citoyens du Népal, plus récemment grâce au très regretté projet d'approvisionnement en eau de Melamchi, lancé en 1988, de nombreuses personnes doivent encore se tourner vers les hitis pour leurs besoins quotidiens en eau. Kathmandu Upatyaka Khanepani Limited (KUKL), la société destinée à l'approvisionnement en eau potable dans la vallée de Katmandou, a réussi à fournir 110 millions de litres d'eau par jour en 2016 (environ 144 mld en saison humide et 86 mld en saison sèche), alors que la demande quotidienne en eau dans la vallée était d'environ 370 millions de litres
. Selon Sanjeev Bickram Rana, directeur exécutif de la KVWSMB, l'écart entre l'offre et la demande s'est accru depuis lors : au début de l'année 2020, il a fait état d'une demande de 400 mld, alors que l'offre variait de 150 à 90 mld.
Cette pénurie d'eau persistante a donné lieu à plusieurs initiatives visant à étudier les possibilités de faire revivre les anciens systèmes dans la vallée de Katmandou, certaines d'entre elles recommandant de mettre en œuvre la Déclaration de la Convention nationale sur les hitis de 2007 (DNCSS 2007). Les rapports soulignent tous la nécessité de faire fonctionner les hitis pour compléter l'approvisionnement en eau potable, bien qu'ils diffèrent dans leur évaluation de la difficulté d'y parvenir.

### Travaux sur certains hitis

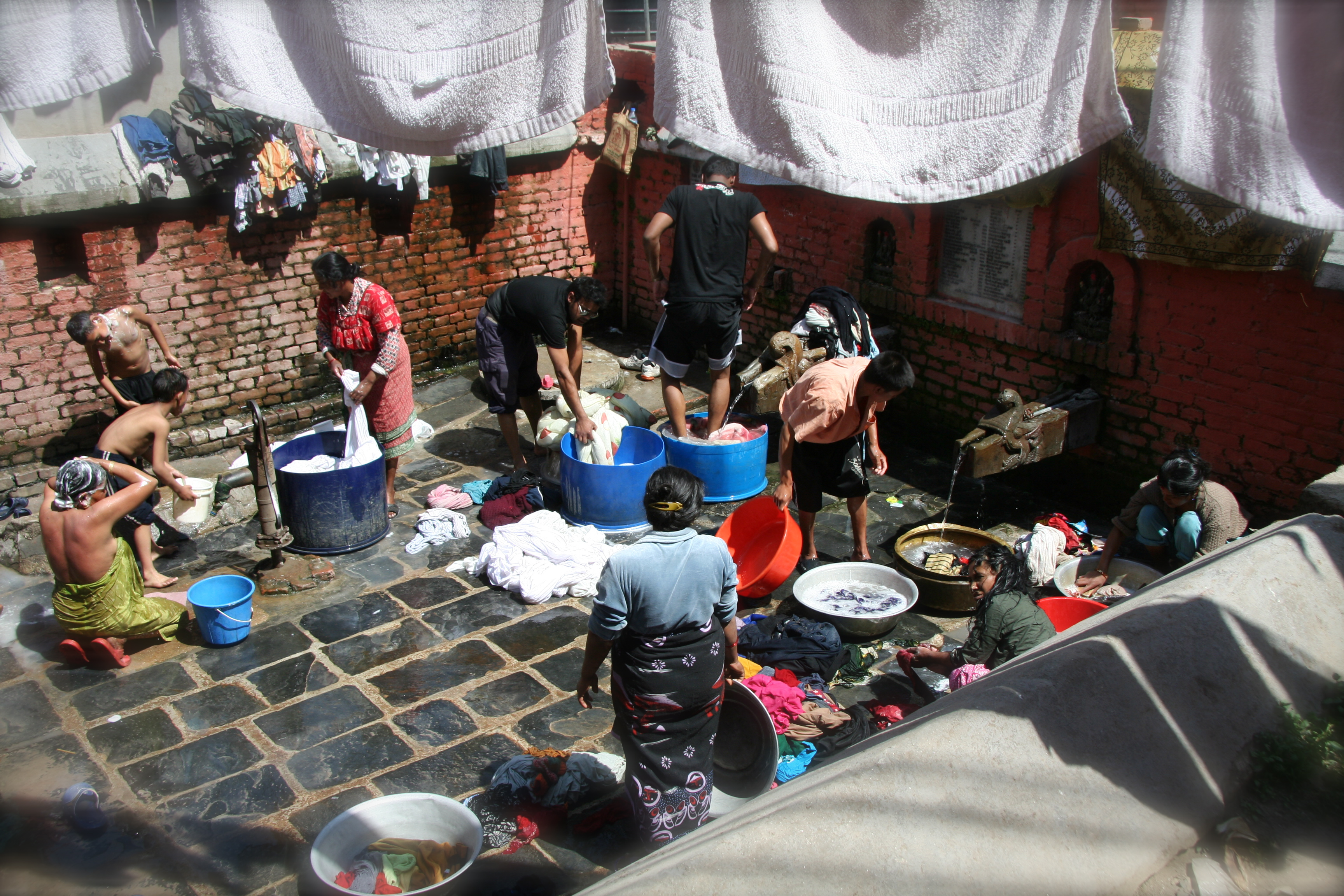
Le lavage du linge n'est pas possible partout.

Entre-temps, un certain nombre de points d"eau ont été rénovés. À Patan, par exemple, les habitants ont fait revivre Alko Hiti, Iku Hiti et Hiku Hiti.
Le projet de réhabilitation de Nag Bahal Hiti a restauré Nag Bahal Hiti à Patan, financé par le Fonds des ambassadeurs américains pour la préservation culturelle et soutenu par le groupe d'utilisateurs de Nagbahal Hiti. Les travaux comprenaient la réparation des canaux d'entrée et de sortie du hiti, tout en cartographiant le canal en vue d'un entretien futur. Malheureusement, l'eau a été contaminée par les eaux usées provenant d'une conduite d'égout cassée. Seules les personnes qui ne le savent pas utilisent l'eau maintenant.
En 2020, la ville métropolitaine de Lalitpur a lancé une campagne pour faire revivre plusieurs hitis. Huit autres hiti's doivent suivre. L'eau doit provenir d'un nouveau site de collecte des eaux de pluie à Sinchahiti.
Jusqu'en avril 2015, Ga Hiti à Thamel (Katmandou) permettait à environ 12 000 ménages d'avoir accès à l'eau. Pendant le tremblement de terre, une partie de l'hôtel voisin s'est effondrée dans le hiti, tuant plusieurs personnes dans l'hôtel ainsi que dans le bassin du hiti. Ga Hiti a été encore plus endommagé par les opérations de recherche et de sauvetage qui ont suivi. Grâce aux efforts de la communauté locale, des membres du club de jeunes de Ga Hiti et de nombreux bénévoles, et avec l'aide du bureau métropolitain de Katmandou, Ga Hiti a été restauré au début de 2017.

## Une nouvelle vie pour les étangs
Dans les grandes villes de la vallée de Katmandou, plusieurs étangs sont en cours de restauration, comme Rani Pokhari à Katmandou, Bhajya Pukhu à Bhaktapur et Nhu Pokhari à Patan. Dans d'autres régions du pays, des étangs sont en cours de restauration ou même de création.
Certains étangs ont déjà été restaurés en utilisant du béton pour les murs et le lit au lieu de la traditionnelle brique et du kalo mato. Cela les a transformés en réservoirs impénétrables et les prive ainsi de leur rôle originel dans la gestion de l'eau de leur ville. Des exemples d'étangs ainsi modifiés sont Khapinchhen Pukhu, Kuti Sauga Pukhu et Kanibahal Pukhu (Bhailagaa Pukhu).

### Katmandou
Les travaux sur Rani Pokhari, endommagé lors du tremblement de terre de 2015, ont commencé en janvier 2016 et ont été émaillés de controverses. Les plans originaux utilisaient du béton pour la restauration et prévoyaient des fontaines et un nouveau café au bord du lac. Après une série de protestations locales, la ville de Katmandou a reçu l'ordre en janvier 2018 de restaurer l'étang tel qu'il était en 1670. Soixante maçons traditionnels, dont plus de 40 femmes, ont été amenés de Bhaktapur pour s'atteler à la tâche. En juillet 2019, un début de reconstruction de Kamal Pokhari a également été lancé. Les travaux devaient être terminés en juin 2020. Il existe également une proposition pour la restauration de ce qui reste d'Ekha Pukhu.

### Bhaktapur
Bhaju Pukhu, un étang dont il a été récemment établi qu'il était beaucoup plus ancien que Rani Pokhari mais qui est à bien des égards très similaire, a subi de graves dommages lors d'un tremblement de terre en 1681 et n'avait depuis jamais été restauré. En octobre 2017, un projet a été lancé qui prévoit la restauration de Bhaju Pukhu, en utilisant les méthodes et matériaux traditionnels. Les travaux devaient être achevés en 2019. La ville de Bhaktapur travaille actuellement sur la restauration de six étangs, cinq puits et cinq hitis.

### Patan
Les travaux de Nhu Pokhari ont commencé en 2019. Le plan consiste à utiliser des matériaux traditionnels ici aussi. Pimbahal Pokhari à Patan a déjà été restauré et la ville de Lalitpur a des projets pour Purna Chandi et Saptapatal Pokhari. La Cour suprême du Népal a dû intervenir en faveur de Saptapatal Pokhari pour arrêter la construction qui y était prévue. Prayag Pokhari à Patan n'a pas pu être sauvé. À l'exception d'une petite cour en béton qui était conservée à des fins religieuses, tout était construit. Avec l'aide du gouvernement de la République tchèque et d'une entreprise tchèque, un nouveau moyen a été trouvé pour recueillir l'eau de pluie dans la région et fournir de l'eau à Tagal Hiti et Thapa Hit.

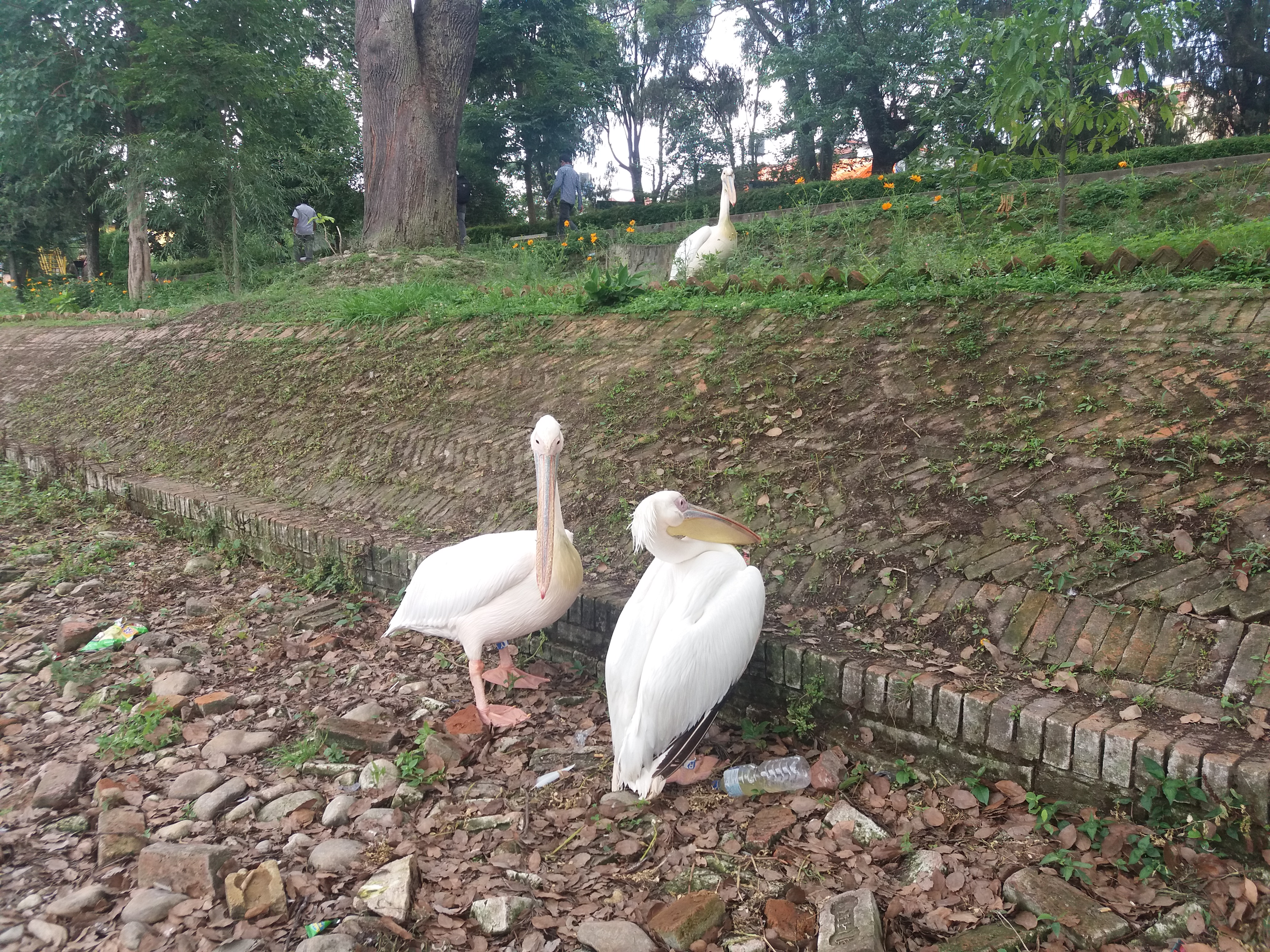
Le Jyawalakhyo Pukhu de Patan est en briques
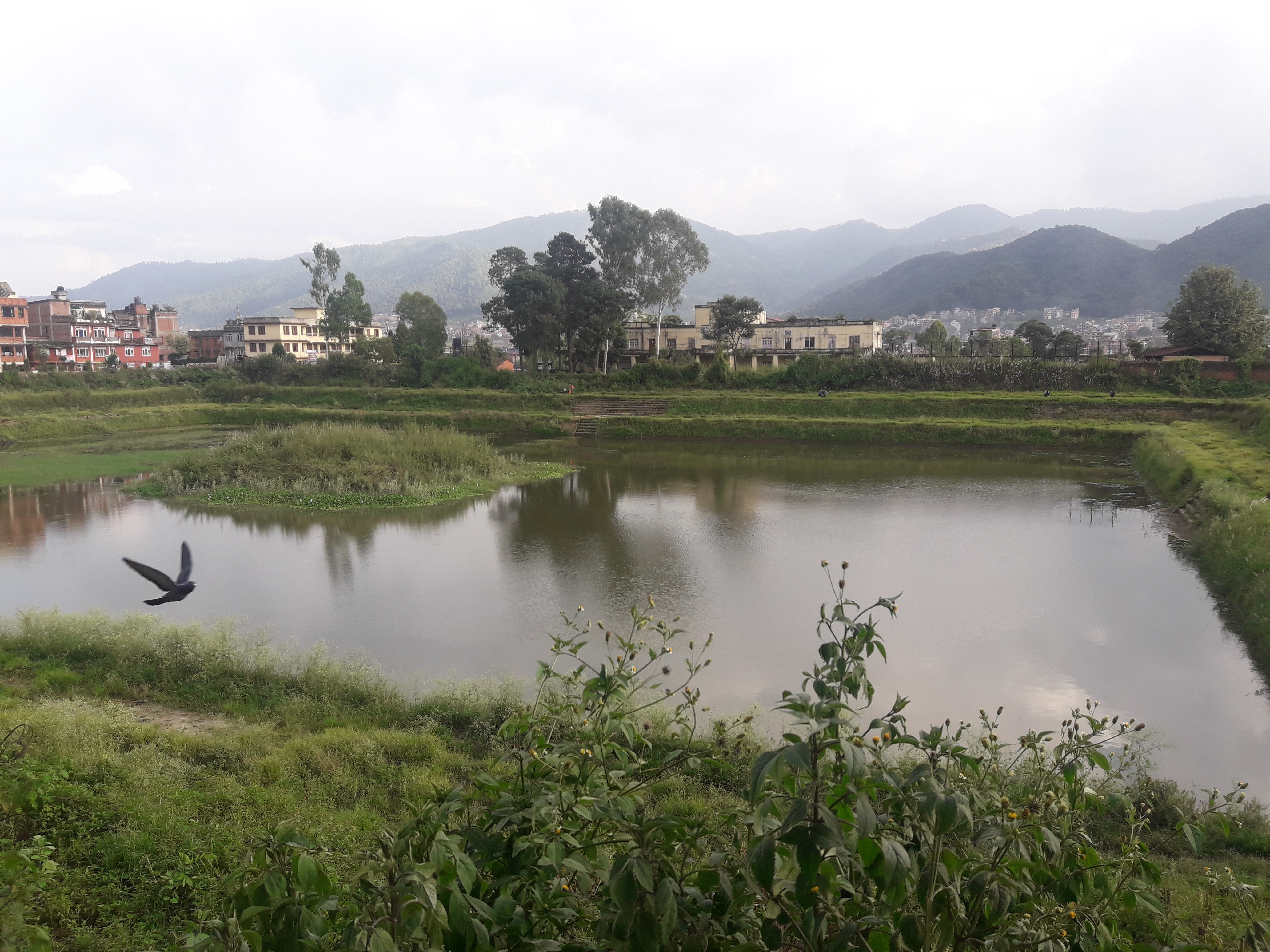
Bhajya Pukhu avant restauration
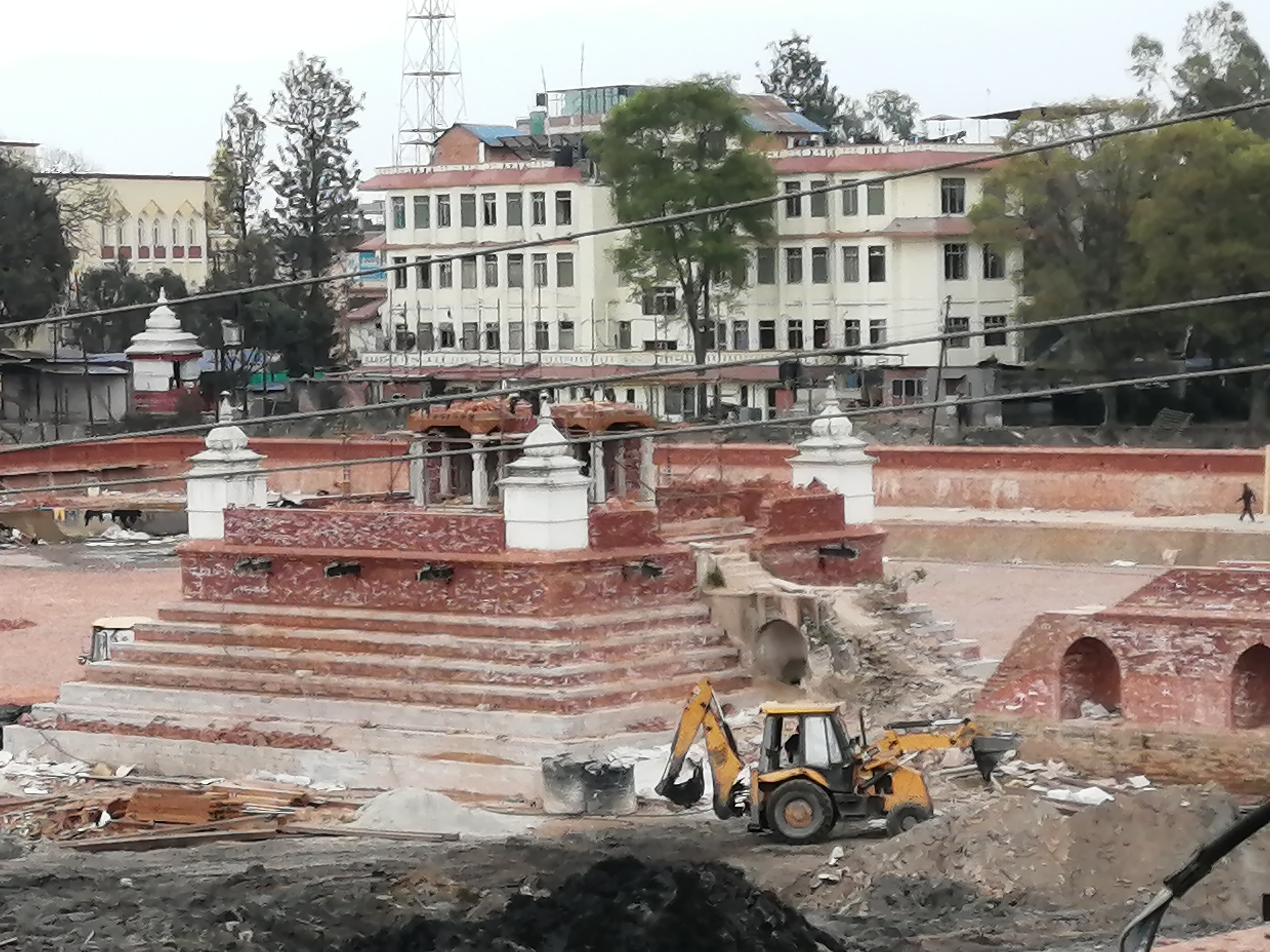
Restauration du Rani Pokhari
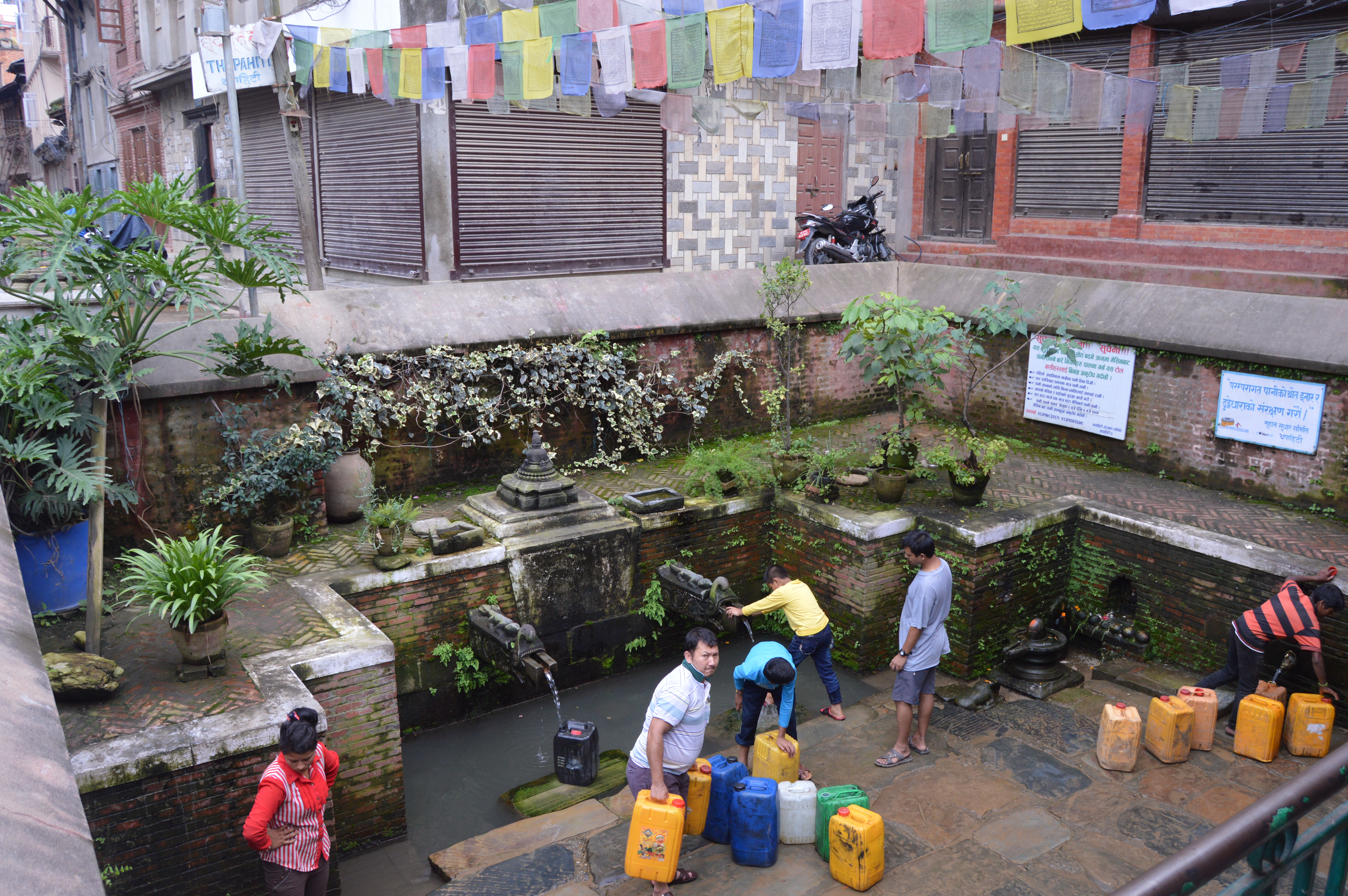
Le Thapa Hiti de Patan

### Autres lieux
A Sankhu, deux étangs : Pala Pukhu et Kalash Pokhari, ont été restaurés et dotés de bornes-fontaines. Kirtipur et Bungamati travaillent également sur leurs étangs.
Entre 2013 et 2016, les villageois de Tinpiple et Dapcha, tous deux dans le district de Kavre, avec l'aide de l'ICIMOD et de la Fondation népalaise pour la conservation de l'eau (NWCF), ont creusé six étangs dans les flancs des collines des villages pour réapprovisionner les eaux souterraines et faire renaître les sources et les fontaines de leur village.
Dans les municipalités de Manthali et de Ramechhap, un projet a été lancé pour faire revivre 50 anciens étangs en deux ans, avec l'aide du ministère fédéral allemand de la Coopération économique et du Développement. Jusqu'à présent, 21 étangs ont été restaurés, par exemple Thulo Pokhari à Sunarpani.
La restauration de Dui Pokhari à Madhyapur Thimi porte déjà ses fruits. À partir de 2018, l'étang a été restauré en utilisant deux couches de six pouces de kalo mato, une couche de trois pouces de pango mato (argile) et quatre pouces de briques. Cela permettrait de contenir l'eau, tout en permettant l'infiltration dans le sol. Quelques mois après la fin des travaux, l'eau des puits environnants a commencé à revenir.

### Réstauration des canaux
Les canaux d'État ont également fait l'objet d'une attention particulière. Le canal de Patan ayant été jugé en meilleur état que les canaux de Bhaktapur et de Katmandou, un projet a été lancé en 2005 pour le ramener à la vie
. Lorsque le canal sera complètement restauré, on estime que 40 hitis recommenceront à fonctionner. À l'heure actuelle, le canal a atteint Thecho, à environ cinq kilomètres de la Place du Darbâr de Patan. Le projet a été interrompu pendant quelques années, par manque de fonds, mais sera repris en 2020. L'eau sera dirigée vers Saptapatal Pokhari.
En 2016, un rajkulo utilisé pour l'irrigation dans la municipalité de Bidur, Nuwakot, qui avait été endommagé en 2015, a été réparé et amélioré par la Community For Business Development and Promotion Society (COBDEPS).

## Dhunge dhara particuliers
Certains dhunge dharas se distinguent car ils s'écartent de manière significative de l'architecture attendue.

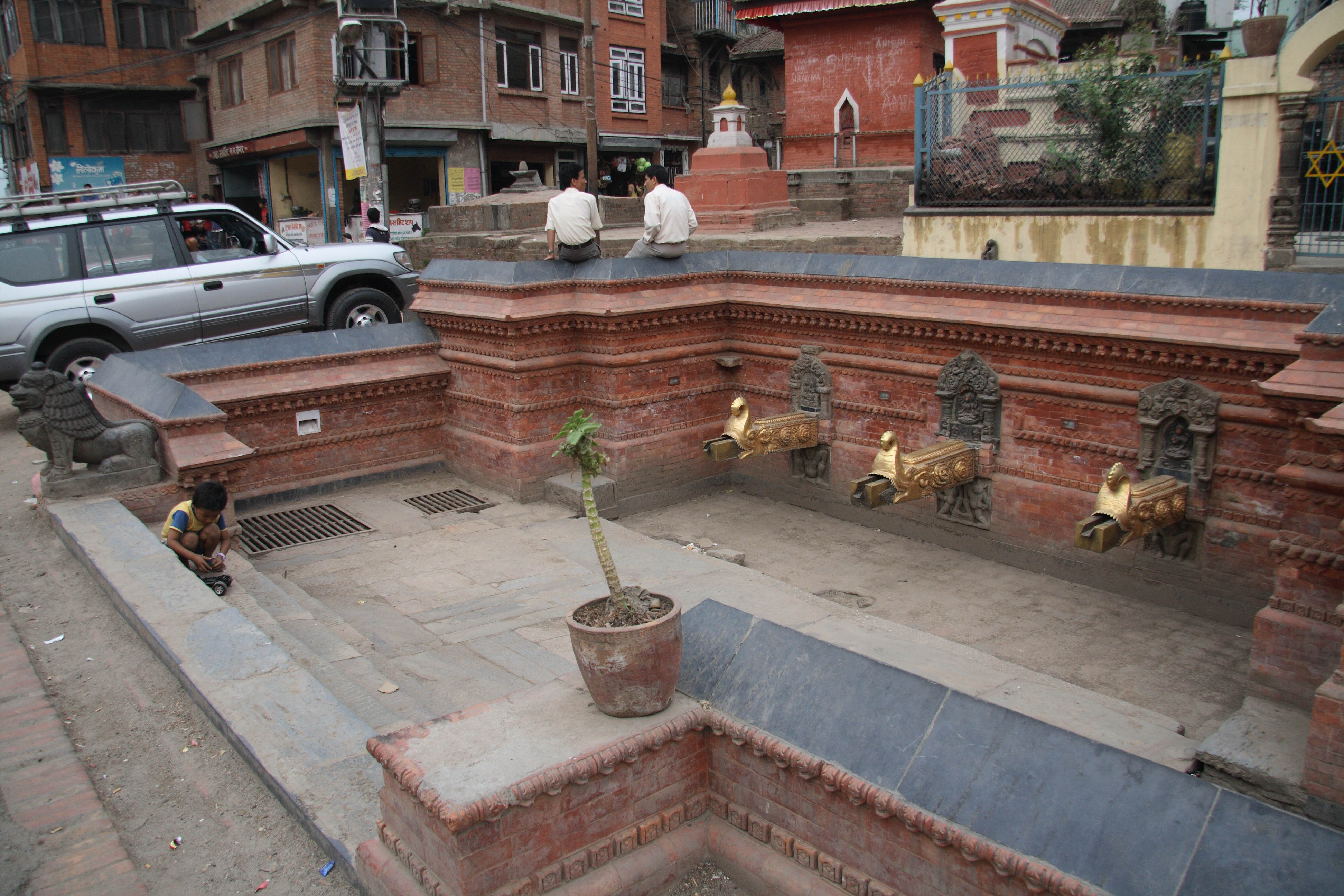
Un hiti presque au niveau de la rue mais sans eau.
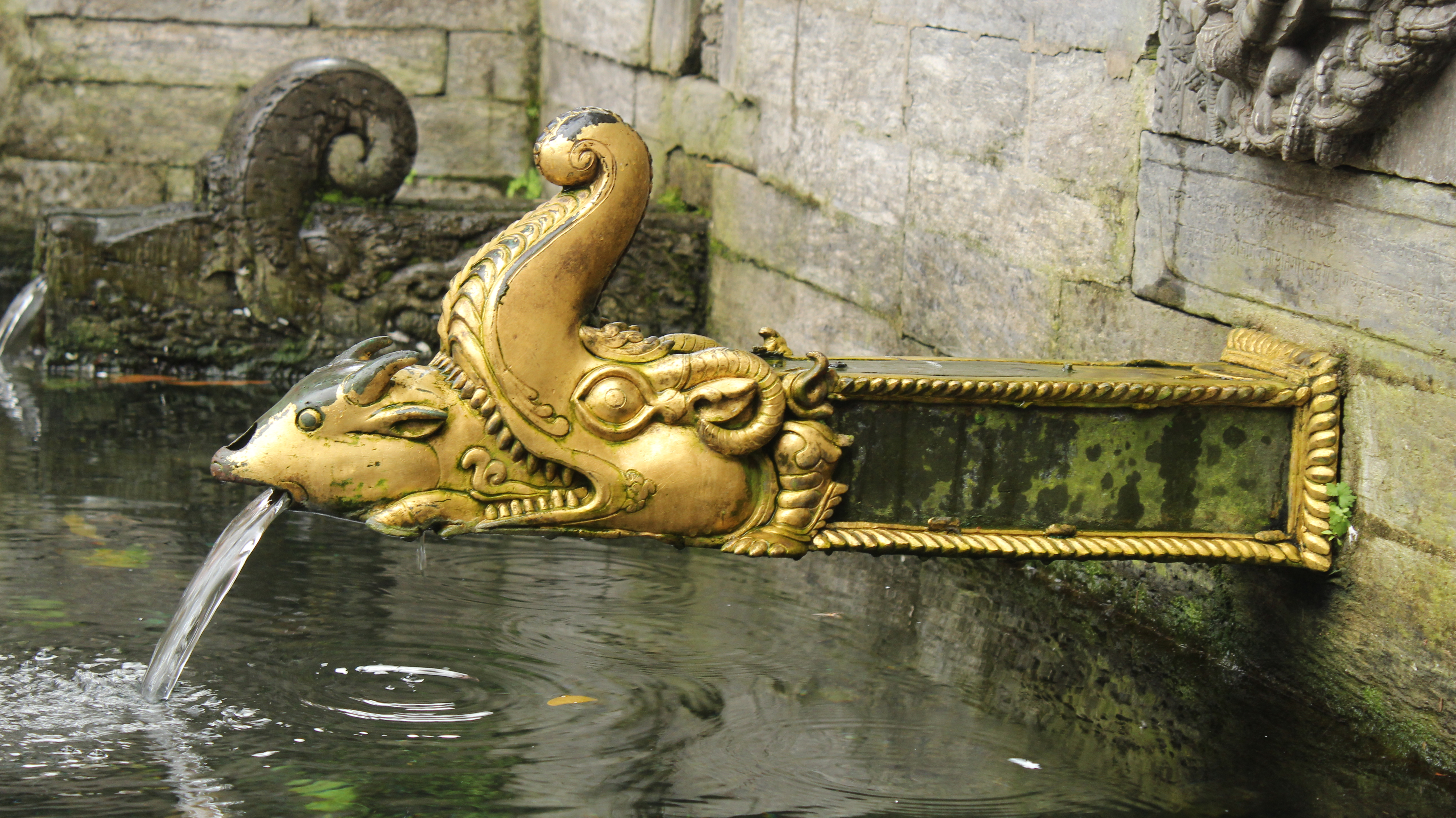
Narayan Hiti, Katmandou.
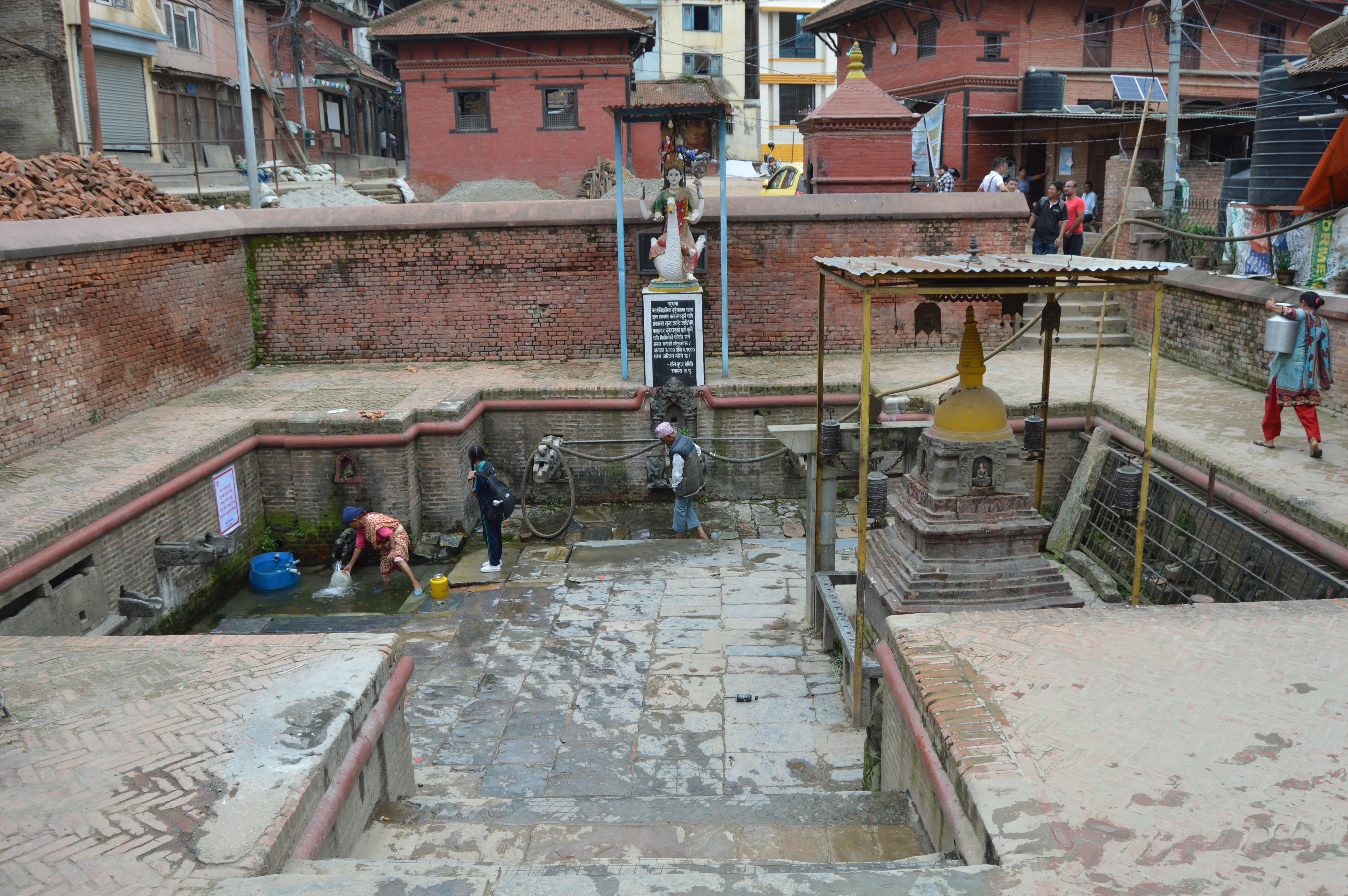
Saraswati Hiti.
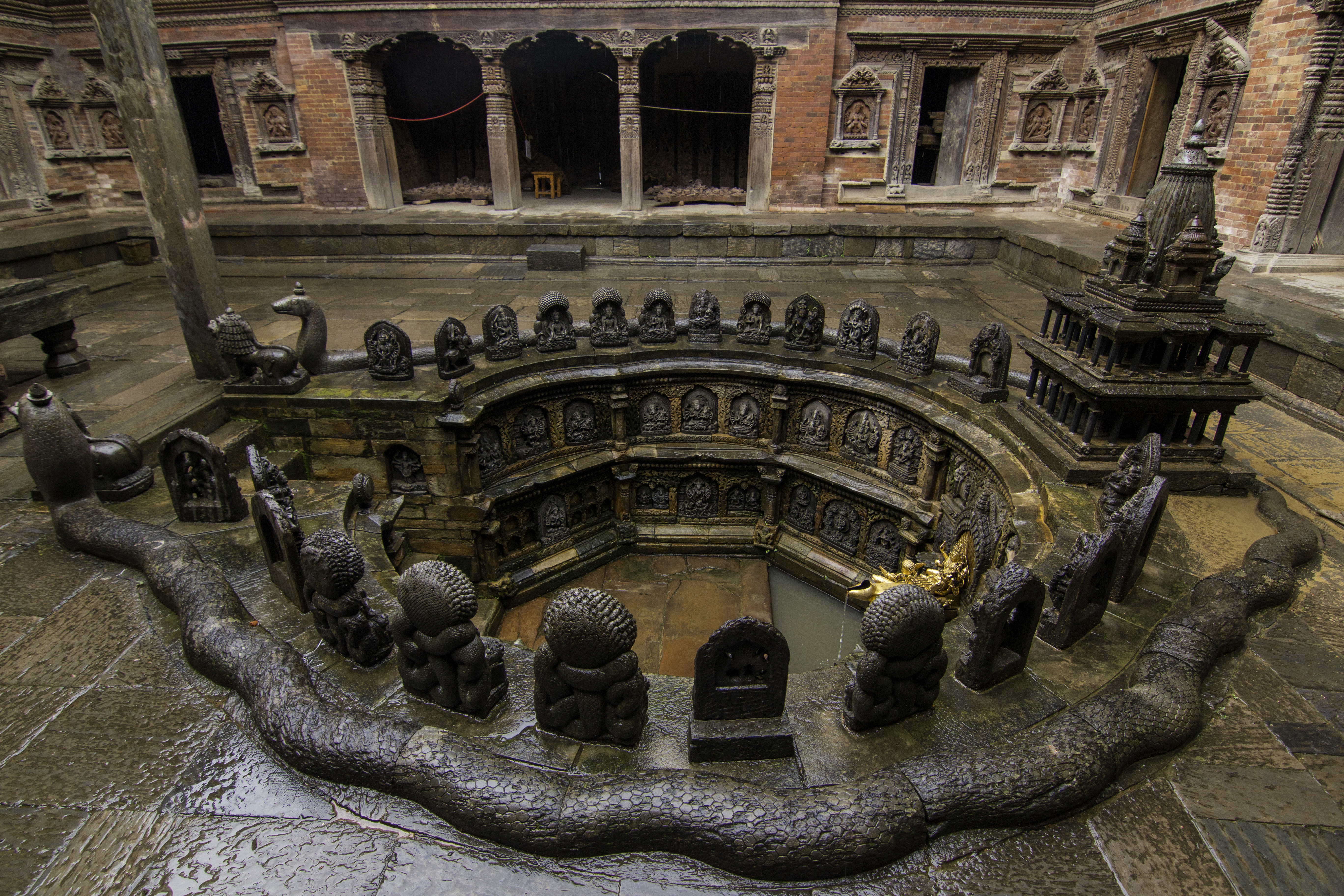
Tusha Hiti.

### Dhunge dhara au niveau de la rue
Tous les hitis de la vallée de Katmandou sont construits dans une sorte de dépression pour permettre à l'eau de s'écouler naturellement. Le Sundhara (ou Nuga Hiti, avec des becs plaqués or) de Patan est une exception. À l'origine, il a été construit au-dessus du niveau de la rue. En raison du développement de la zone environnante, il faut maintenant descendre de quelques marches.
Selon la légende, Sundhara a été construit par un homme qui a assisté à l'ouverture de Sauga Hiti à Patan. Cet homme plaisantait sur la profondeur du hiti, disant que quiconque descendait les marches pour boire devait apporter de la nourriture avec lui pour reprendre des forces pour remonter. Il fit le vœu de construire un hiti sur une élévation et créa ainsi Sundhara.
Faire couler l'eau à Sundhara est un combat permanent. Les sources d'eau sont continuellement exploitées par les industries voisines et les puits privés des ménages. En 2020, un nouveau départ a été pris pour ramener l'eau, cette fois avec une nouvelle initiative de collecte des eaux de pluie.

### Les becs verseurs
Narayan Hiti à Katmandou, le dhunge dhara près du palais, a trois becs verseurs, un est plaqué or et deux sont en pierre. Les becs en pierre sont très différents de ce à quoi on pourrait s'attendre. Les trompes d'éléphants des hitimangas sont pliées vers l'arrière au lieu de l'avant.
Selon la légende, cela est dû à un événement qui a dû se produire vers 464, au début du règne du roi Mānadeva.
Narayan Hiti avait cessé de fonctionner et le roi Dharmadeva consulta ses astrologues pour trouver une solution. Les astrologues lui ont dit qu'un sacrifice humain serait nécessaire pour ramener l'eau. La personne à sacrifier devrait être quelqu'un possédant trente-deux vertus. Comme seuls le roi et son fils pouvaient prétendre à ce titre, le roi décida de tromper son fils Mānadeva pour qu'il le sacrifie. Il dit à son fils qu'il devait tuer le premier homme qu'il trouverait en train de dormir au Narayan Hiti cette nuit-là. Il se rendit alors lui-même au hiti et s'y coucha, le visage couvert pour ne pas être reconnu. Le prince Mānadeva tua l'homme avec son épée et ce n'est qu'après qu'il découvrit qu'il avait tué son propre père. Le hiti se remit en marche mais les becs avaient reculé d'horreur.
Il existe d'autres versions, légèrement différentes, de cette légende. Dans l'une d'elles, un roi et un prince antérieurs sont impliqués et dans une autre, Narayan Hiti est un hiti nouvellement construit à la place d'un hiti existant qui a cessé de fonctionner.
Un seul autre bec avec un tronc reculé a été trouvé jusqu'à présent, mais ce bec ne faisait pas partie d'un hiti. Il était utilisé comme pavé dans une cour de Deopatan.

## Dhunge dhara dans la culture
En 1974, Pier Paolo Pasolini a utilisé Tusha Hiti et Saraswati Hiti à Patan, ainsi que d'autres endroits au Népal, comme lieux de tournage pour son film Les Mille et Une Nuits,.
En 2015, à l'époque des tremblements de terre, un projet artistique communautaire a été organisé, centré sur les hitis de Patan. Les femmes vivant dans la région ont raconté des histoires et créé des œuvres d'art visuel sur leurs relations avec l'eau et la santé au cours du projet Sacred Water. Certaines de ces œuvres peuvent encore être vues sur leur site web.
En 2015, Manga Hiti à Patan a été utilisé comme lieu de tournage pour le festival Photo Kathmandu (en).

## Tunsetjahrus

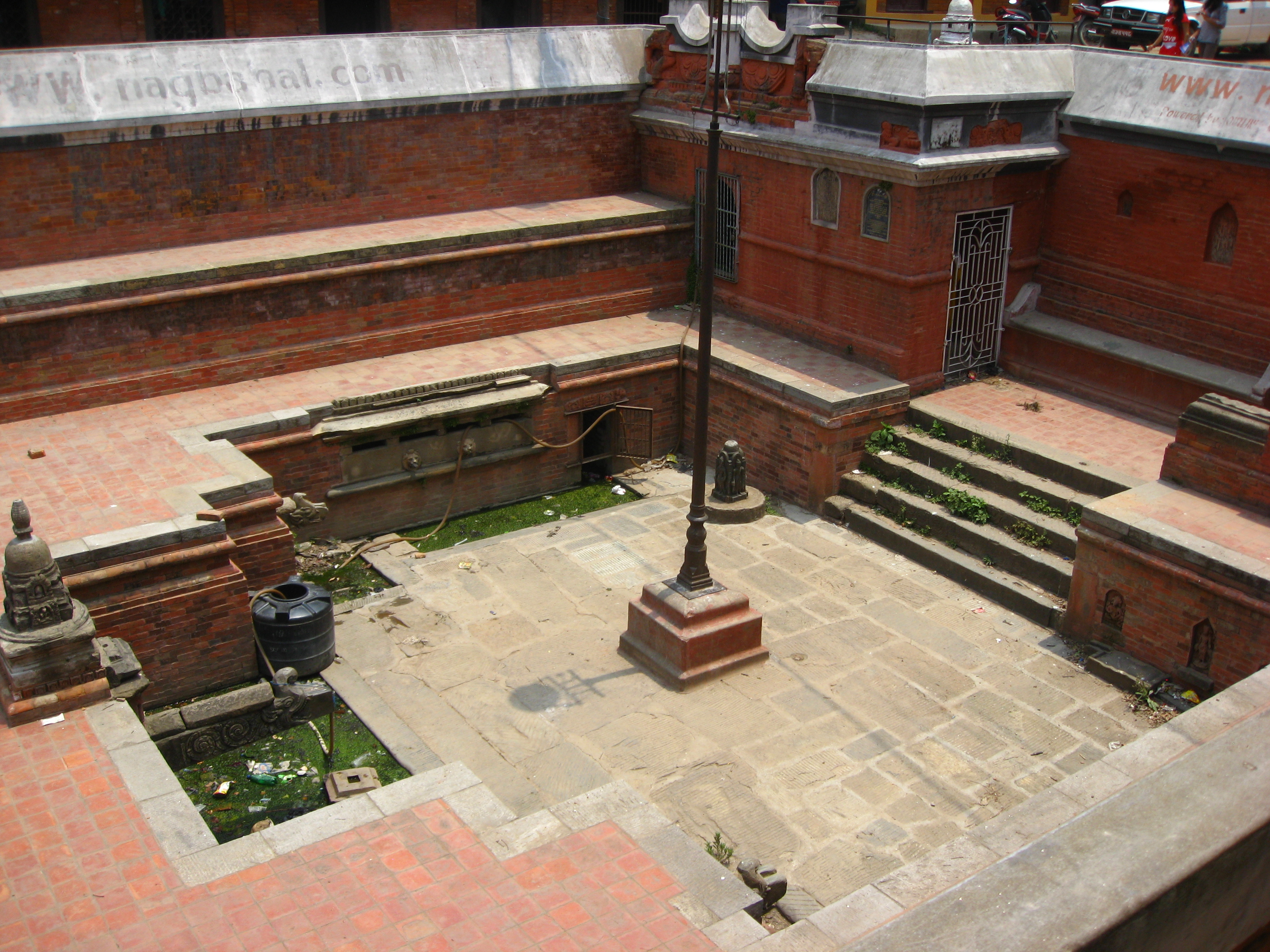
Nag Bahal Hiti, Lalitpur.
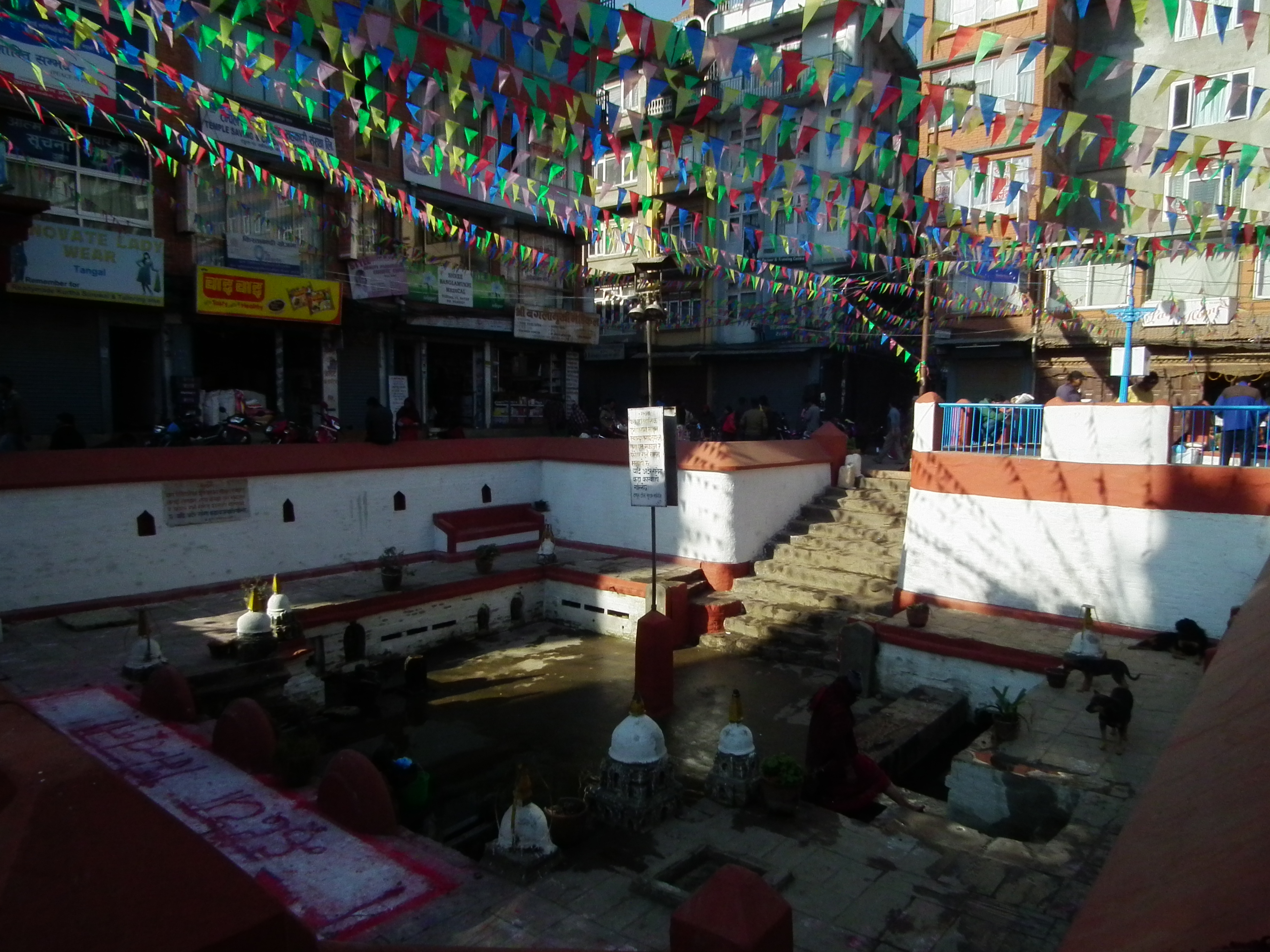
Deux jahrus dans les murs du Tanga Hiti de Lalitpur.
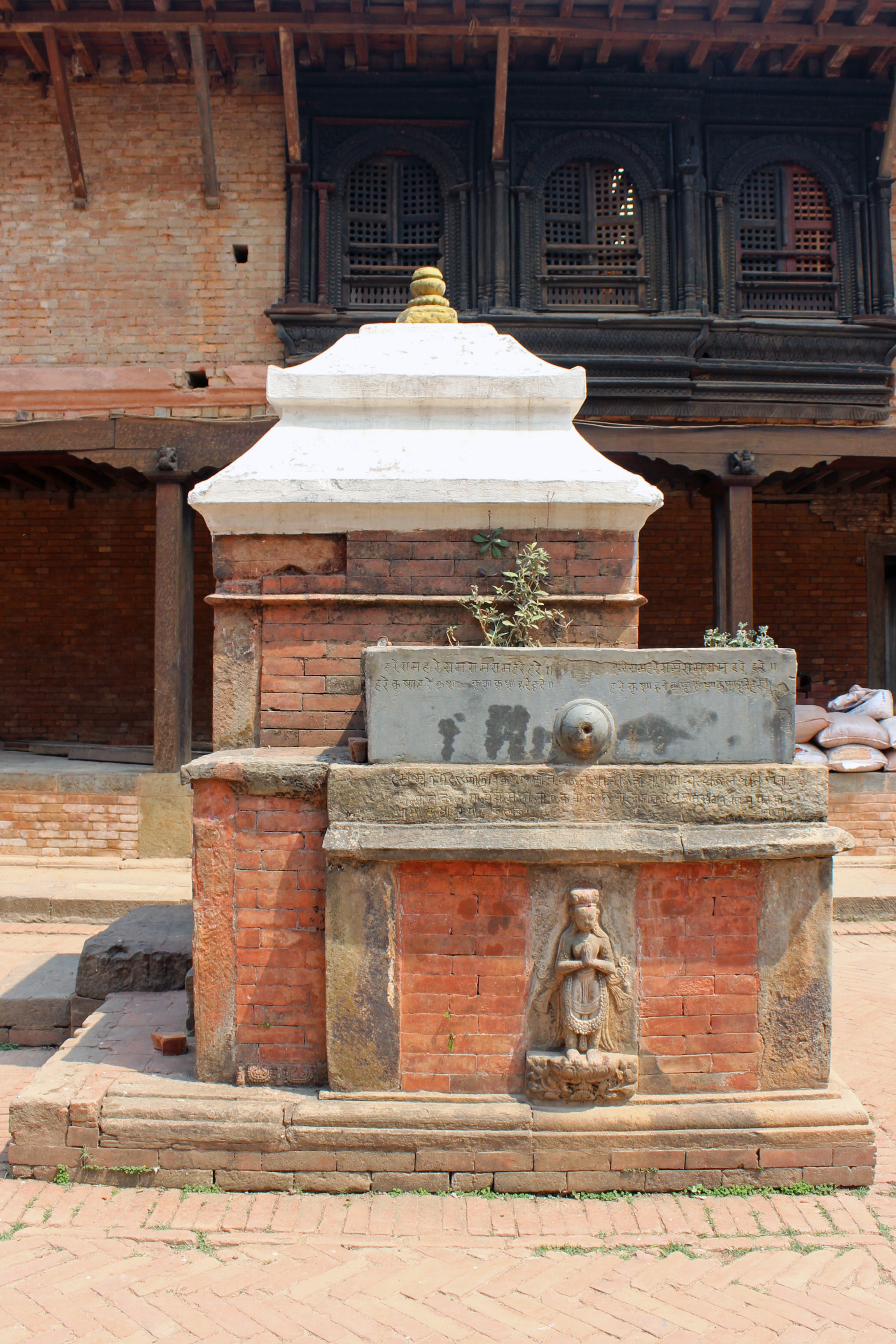
Nateswari Temple avec un jahru.
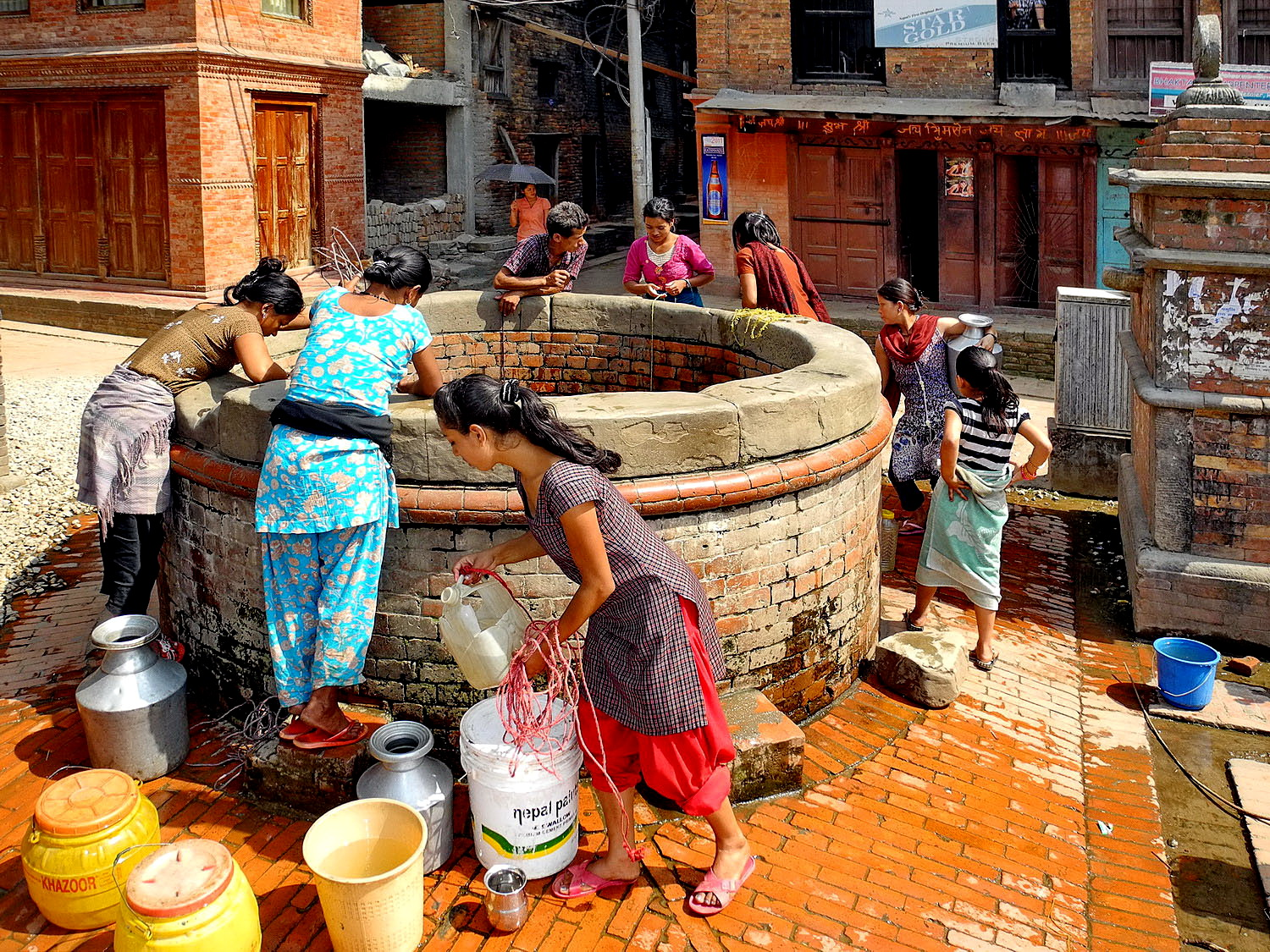
Bhaktapur.
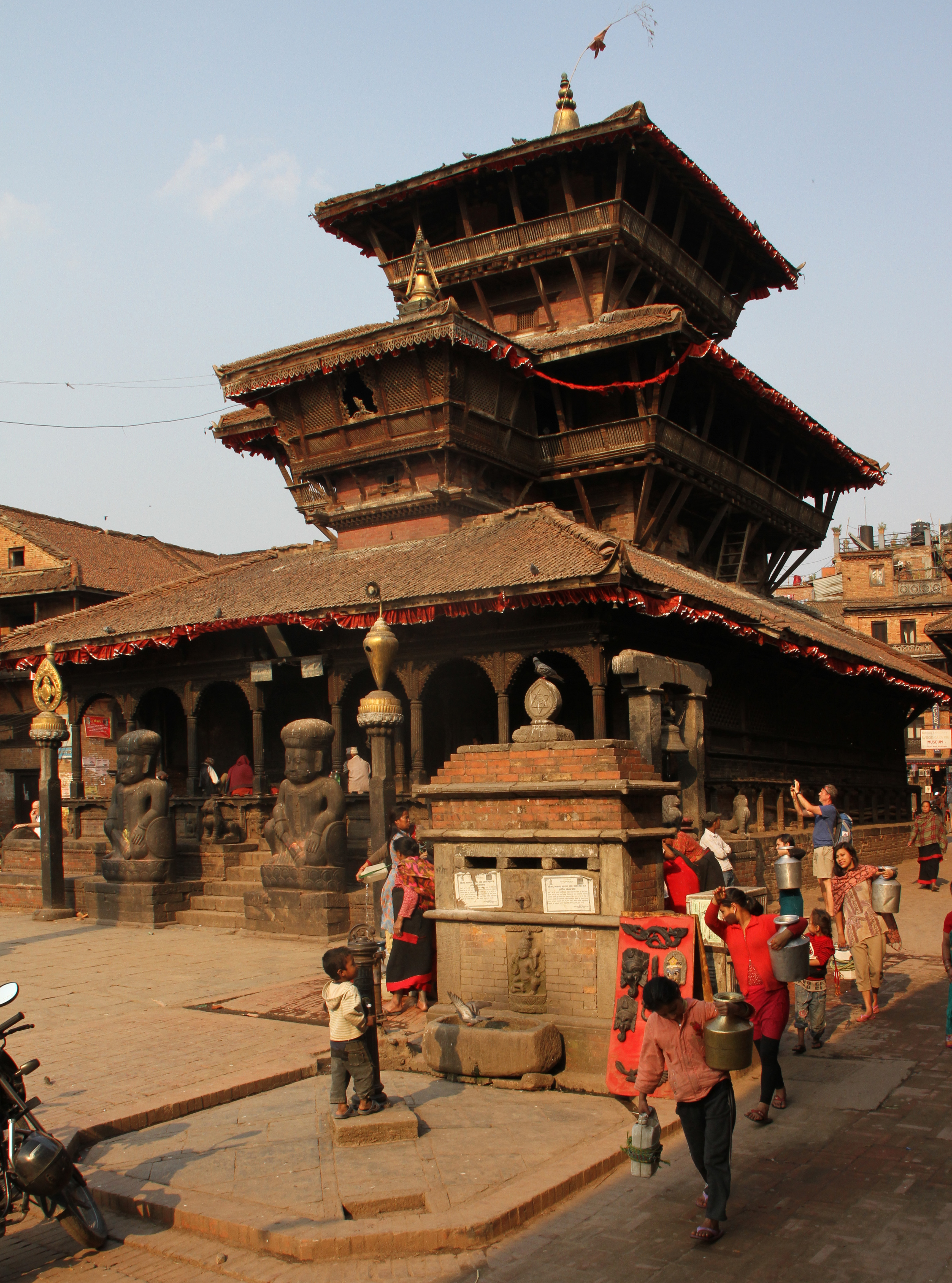
Un jahru près d'une source.
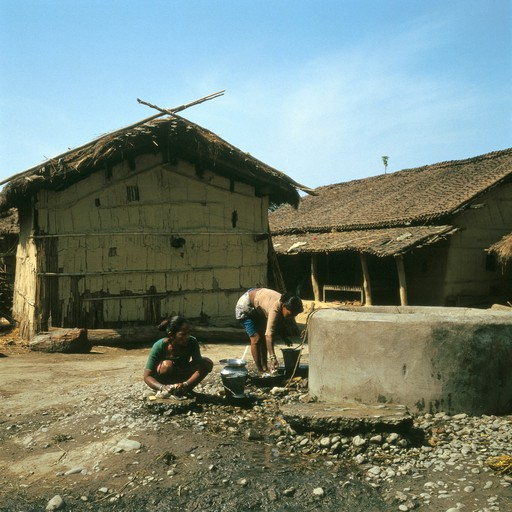
Un puits dans le Teraï.

La construction de conduites d'eau comme les hitis, les puits creusés et les jahrus est considérée comme un acte pieux au Népal.
On estime que plus de 1 000 anciens puits creusés (tun) se trouvent dans la vallée de Katmandou. Beaucoup d'entre eux sont encore utilisés.
Une autre structure est le tutedhara ou jahru (jarun, jaladroni), un réservoir d'eau potable (généralement) couvert construit en pierre avec un robinet qui peut être ouvert et fermé. Ces structures sont soit autonomes, soit intégrées dans le mur d'un hiti ou d'un autre bâtiment. Elles dépendent soit d'un tun, soit d'un hiti pour être remplies. Dans un hiti, ce réservoir est utilisé pour stocker l'excès d'eau qui s'écoule dans le dhunge dhara. De nombreux jahrus, en particulier ceux qui ne font pas partie d'un hiti, ne sont plus utilisés.